# Seine
Ne doit pas être confondue avec les rivières Saine et Senne
Pour les articles homonymes, voir Seine (homonymie).
La Seine [sɛn] est un fleuve français, long de 774,76 km, qui coule dans le Bassin parisien et irrigue notamment Troyes, Paris, Rouen et Le Havre. Sa source se situe à 446 m d'altitude à Source-Seine, en Côte-d'Or, sur le plateau de Langres, et son cours a une orientation générale du sud-est au nord-ouest. La Seine se jette dans la Manche entre Le Havre et Honfleur. Son bassin versant, d'une superficie de 79 000 km2, réunit environ 30 % de la population française.

## Hydronymie
La forme la plus ancienne se trouve chez César : Sequana, Ier siècle av. J.-C. ; le grec Strabon au Ier siècle écrit : Sēkouanós ; Sēkoánas au IIe siècle chez Ptolémée ; Sequana en 558 ; Segona, Sigona au VIe siècle (Grégoire de Tours) ; Sequana au XIIIe siècle ; Secana vers 1350 (Pouillé).
La plupart des spécialistes considèrent l’origine du nom Sequana comme incertaine et obscure. Certains[Qui ?] y voient une erreur de transcription d'un ou de plusieurs mots celtiques différents. D'autres[Qui ?] un hydronyme préceltique, au motif que le groupe [kʷ] n'existe pas en celtique gaulois (et brittonique), où il a évolué en [p] (exemple : pinp[etos] « cinq[uième] » en gaulois, pimp en gallois, pemp en breton, par contre irlandais cinc[citation nécessaire], latin quinque > cinq, etc. — ils procèdent tous de l'indo-européen *pénkʷe). Cependant, cette évolution a pu se produire postérieurement à l'attribution du nom Sequana par les premiers arrivants celtes : ceux-ci semblent en effet avoir parlé un « proto-celtique » où la mutation /kʷ/ > /p/ n'était pas encore réalisée, comme l'attestent certaines inscriptions celtibères retrouvées en Espagne.
Mais rien n'empêche une réinterprétation du nom en *se-ku-ana. L'élément -ana est fréquent par ailleurs en hydronymie et en toponymie. Il apparaît sous la forme à l'accusatif anam dans le glossaire d'Endlicher ; il y est traduit par le latin paludem (accusatif de palus, -udis « étang, marais »). Le nom de l'Yonne contiendrait plutôt l'élément -onno (cf. onno donné pour flumen « cours d’eau, rivière, fleuve », lui aussi répandu, dans ce même glossaire). On peut douter de la celticité de ces deux termes, notamment du mot onno, utilisés pourtant en gaulois, semble-t-il.
Pour expliquer Sequana, Ernest Nègre a proposé un hypothétique thème préceltique *seikw « verser, couler, ruisseler » suivi du suffixe gaulois -ana. Une racine indo-européenne *seikʷ- de même signification a été conjecturée,.
Jacques Lacroix le fait dériver d'un radical (S)Ico- « eau ». Albert Dauzat propose une racine hydronomique pré-celtique *sēc- (cf. Secalonia > Sologne, peut-être de *sec- « marécage »), dont des variantes figureraient dans d'autres hydronymes *seg-, *sac-/*sag-, *sic-/*sig-.
Selon Philippe Diffre et Charles Pomerol, l’hydronyme proviendrait du celte sin-ane, la lente rivière ou sôgh-ane, la paisible rivière.
Les Vikings la nommaient Signa qui est encore son nom en islandais.

## Géographie

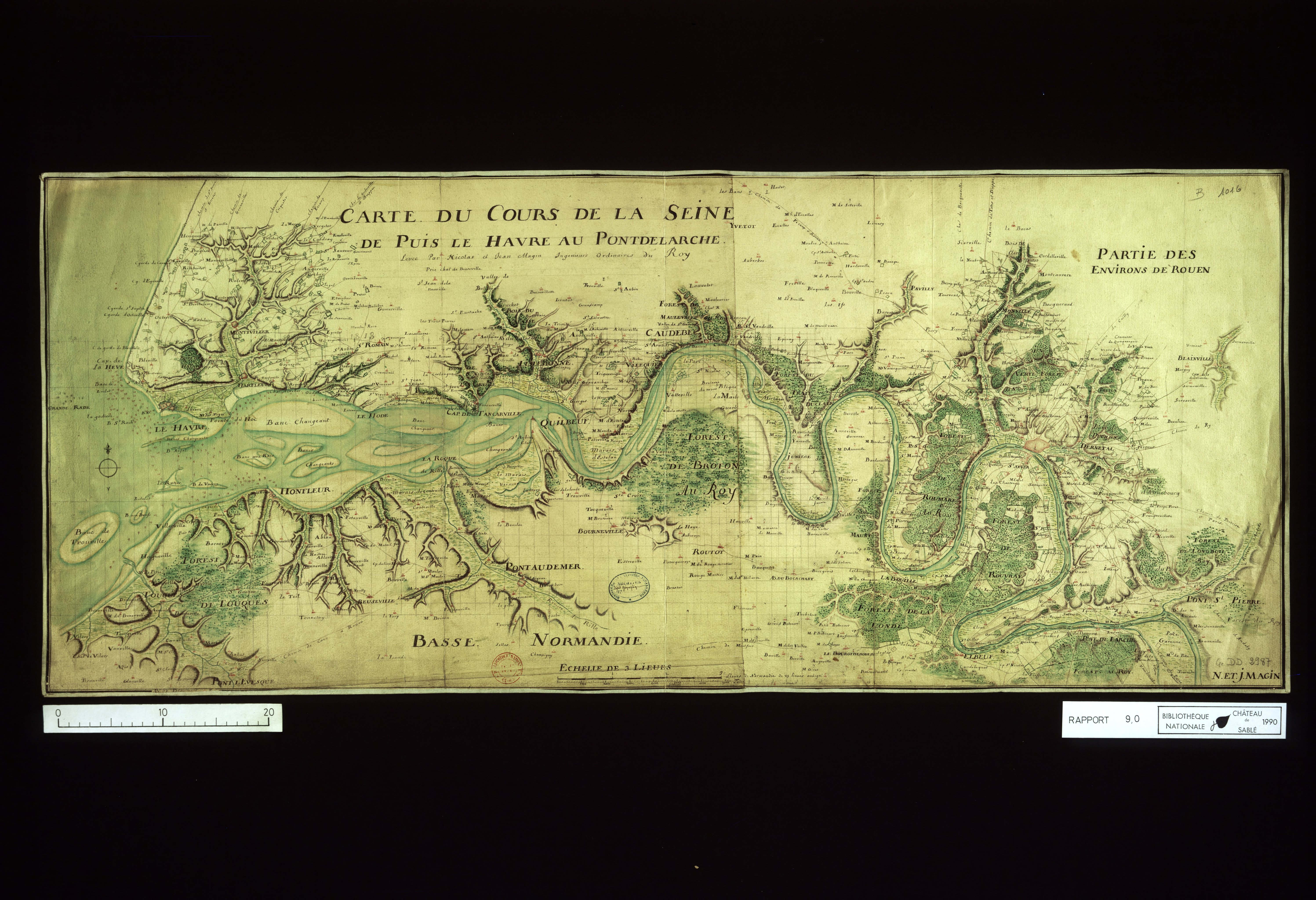
Carte de la vallée de la Seine, vers 1750, BnF.

### Cours

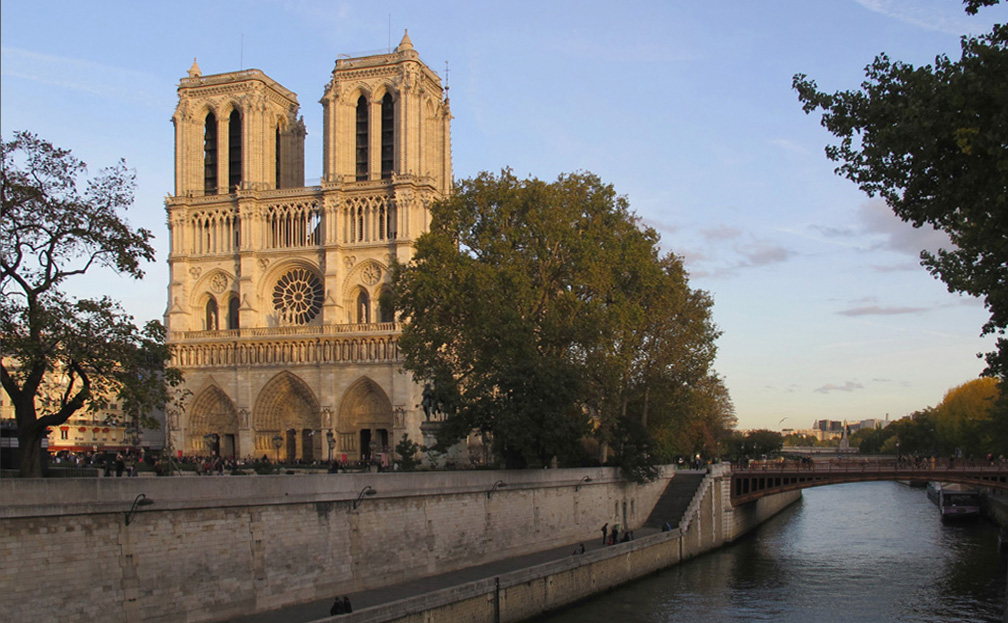
La Seine et Notre-Dame de Paris en 2011.

La Seine est partagée en cinq parties, d'amont en aval :
- la Petite Seine, de la source à Montereau-Fault-Yonne (confluent avec l'Yonne) ;
- la Haute Seine, de Montereau-Fault-Yonne à Paris ;
- la traversée de Paris ;
- la Basse Seine : toute la partie de la Seine qui est en aval de Paris, jusqu'à Rouen ;
- la Seine maritime, de Rouen à la Manche.

Le lac artificiel de la forêt d'Orient, en amont de Troyes, ainsi que le lac du Der-Chantecoq en amont de Saint-Dizier ont été créés dans les années 1960 et 1970 pour réguler le débit du fleuve.
En Île-de-France et en Normandie, la faible déclivité de la vallée de la Seine a causé la formation de multiples et profonds méandres, parfois d'une très forte sinuosité sur plusieurs dizaines de kilomètres. Pour la même raison, les effets de la marée se font sentir sur une centaine de kilomètres, jusqu’au barrage de Poses, et se manifestaient jusqu’à un passé récent, par le phénomène du mascaret, appelé barre en Normandie, et qui correspond à une brusque augmentation du niveau de l'eau induite par l'onde de la marée montante lors des grandes marées. Le phénomène et le mot ont été popularisés par le roman de Maurice Leblanc appartenant à la série des Arsène Lupin : La Barre-y-va.

### Source
Les « sources officielles » de la Seine sont situées sur le territoire de la commune de Source-Seine, sur le plateau de Langres, à une altitude de 446 mètres,. Les sources de la Seine sont la propriété de la Ville de Paris depuis 1864. Une grotte artificielle a été construite l'année suivante pour abriter la source principale et la statue d'une nymphe symbolisant le fleuve. Cependant, la capitale s'est désintéressée du site et il était question en 2004 que la parcelle revienne à la région Bourgogne, sans effet en 2023. Le site abrite également les vestiges d'un temple gallo-romain (actuellement enfouis). Des objets témoignant du culte aux sources du fleuve (Dea Sequana) sont exposés au musée archéologique de Dijon.

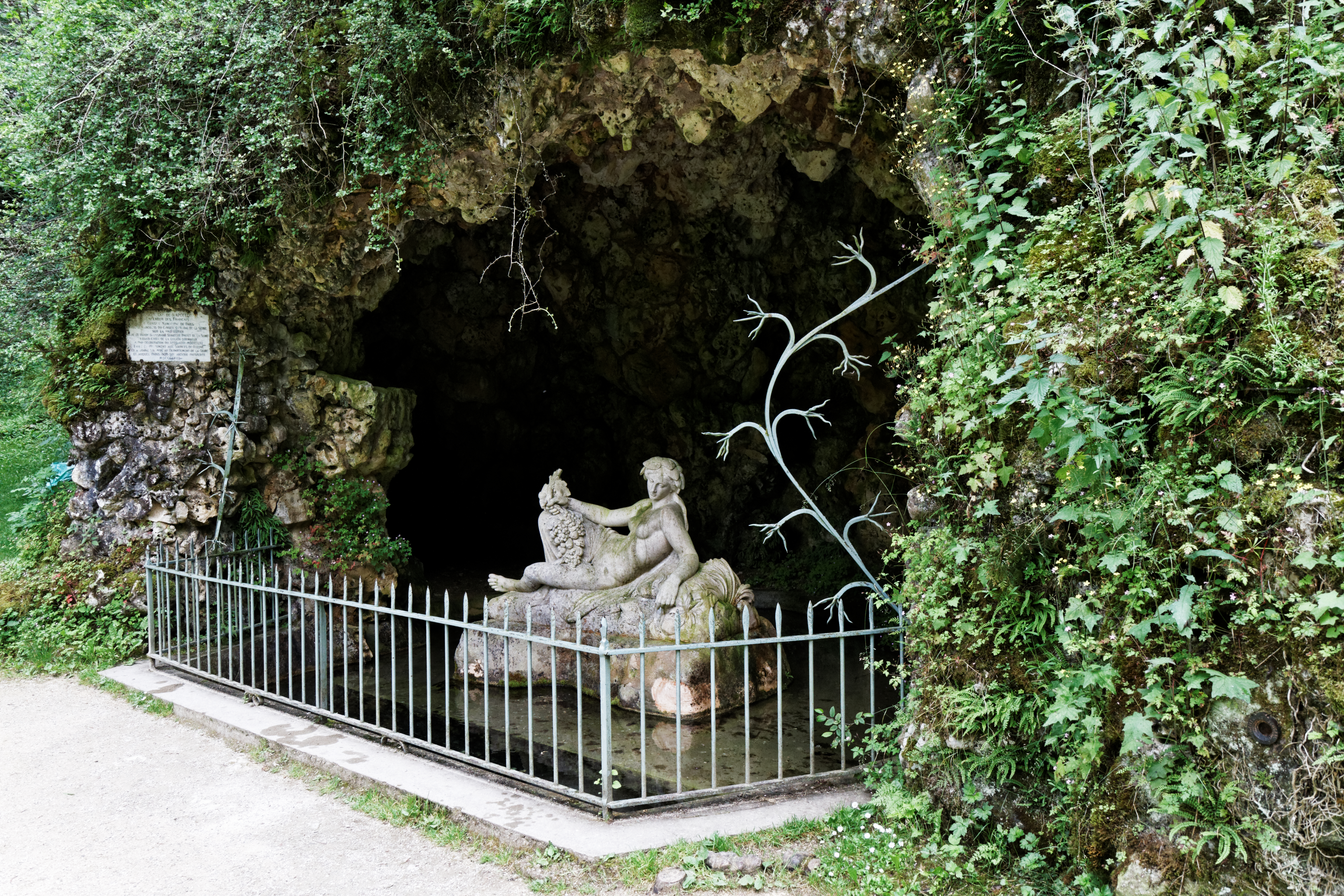
Source de la Seine.
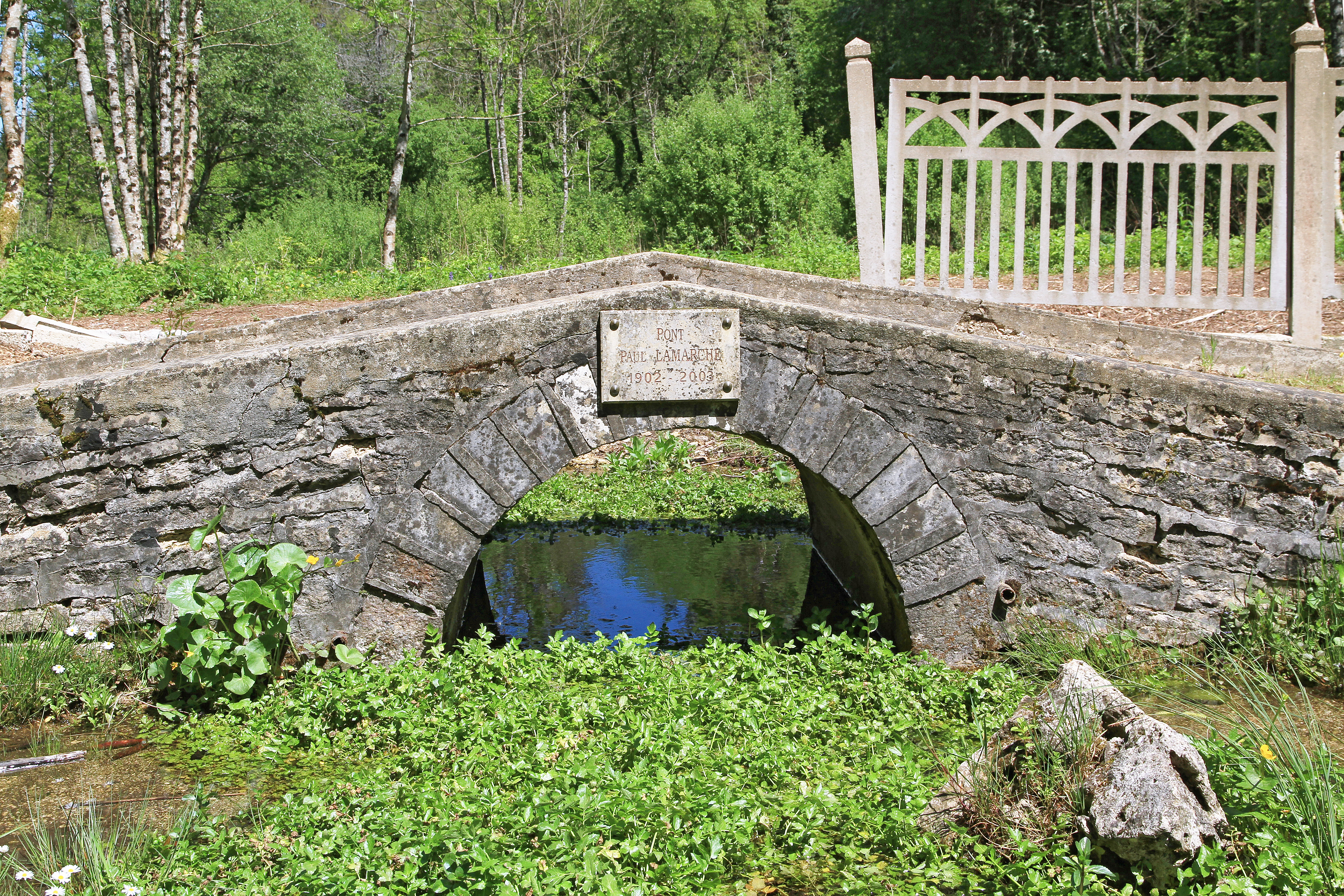
Premier pont sur la Seine.

### Bassin versant

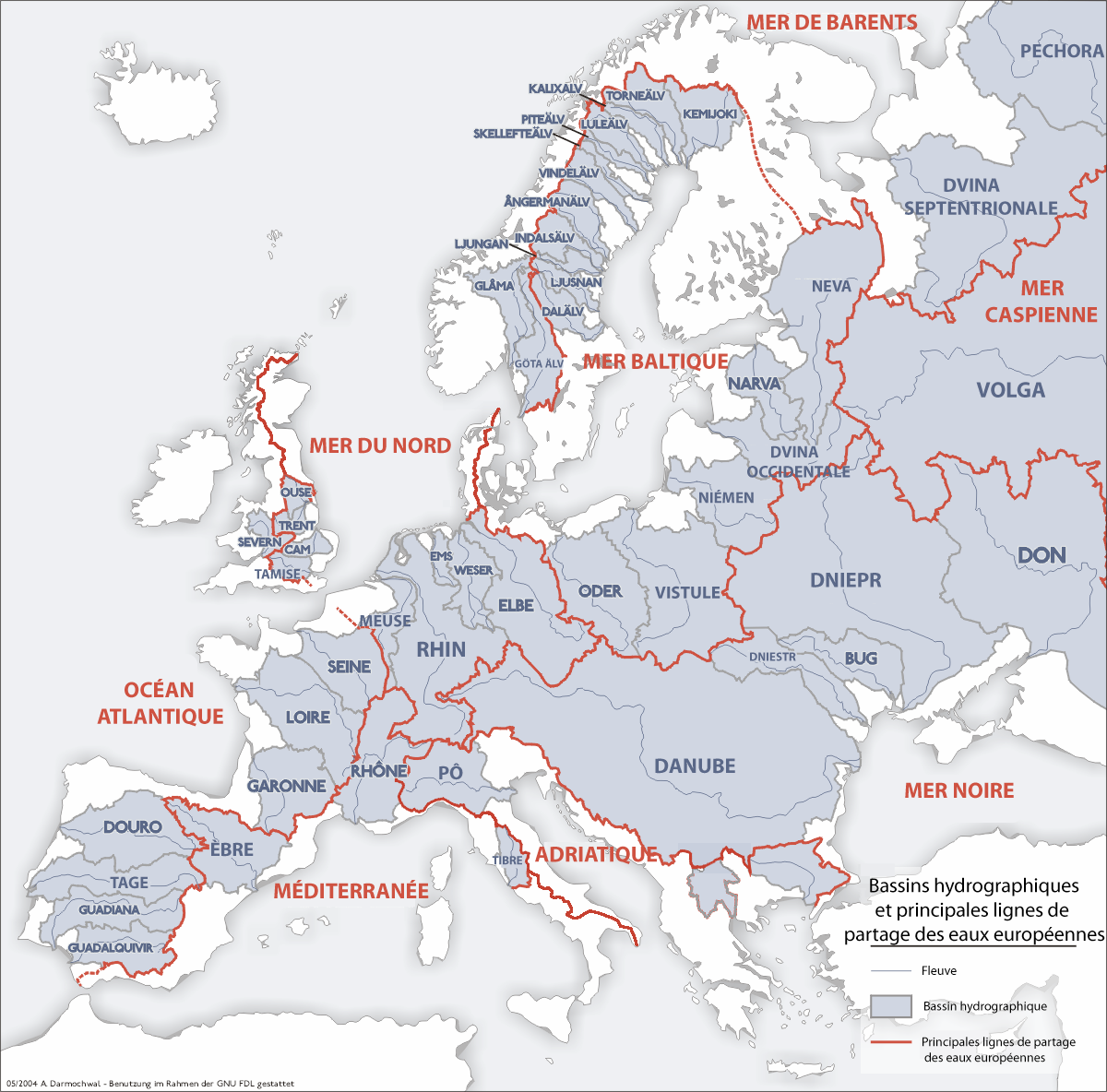
Les lignes rouges correspondent aux principales lignes de partage des eaux européennes.

Le bassin versant de la Seine, d'une superficie de 79 000 km2, est quasi entièrement compris dans le Bassin parisien qui, d'un point de vue géologique, constitue un bassin sédimentaire affectant la forme d'une cuvette ouverte vers la Manche et l'Atlantique. Ce bassin est constitué par un empilement de formations géologiques à faible pente convergeant vers le centre et entre lesquelles s'intercalent d'importantes formations aquifères. Le relief du bassin versant de la Seine ne s'élève généralement pas au-dessus de 300 mètres, sauf sur sa marge sud-est dans le Morvan où il culmine à 901 mètres (Haut-Folin). La modestie de l'altitude moyenne du bassin versant explique les faibles pentes des cours d'eau (entre 0,01 et 0,03 m pour 100 mètres) qui coulent globalement vers le nord-ouest, en se frayant leur chemin à travers les cuestas faisant saillie à l'est du bassin puis en incisant les plateaux du centre de la région.
La quasi-intégralité du bassin versant de la Seine se trouve en France, seules les sources et les premiers kilomètres de l'Oise, de l'Artoise, du ruisseau des Anorelles et de leurs petits affluents se trouvent en Belgique, à l'extrémité méridionale de la province de Hainaut.
Les tripoints hydrographiques aux extrémités des lignes de partage des eaux séparent le bassin versant de la Seine d'avec :
- celui du Rhône (par la Saône) vers la mer Méditerranée et celui de la Meuse vers la mer du Nord : en Haute-Marne sur le plateau de Langres dans la commune de Val-de-Meuse, au sud des vestiges de la voie romaine de Langres à Bourbonne-les-Bains, à proximité du chemin de Falouande (47° 56′ 29″ N, 5° 30′ 20″ E, altitude : 453 m) ;
- celui du Rhône vers la mer Méditerranée et celui de la Loire vers l'océan Atlantique : en Côte-d'Or sur la commune de Meilly-sur-Rouvres, identifié (sur la carte IGN) au château d'eau du chemin communal de la Vachère, en bordure de la « Pièce du Pâtis » (47° 12′ 16″ N, 4° 33′ 07″ E, altitude : 440 m).

### Géologie
Il est possible que la Loire ait rejoint au Miocène ou au Pliocène la Seine par le cours de l’actuel Loing. La Seine traversait alors une vaste pénéplaine de nature argileuse sous un climat subtropical. Il y a trois millions d'années, la région a subi un refroidissement et un soulèvement dû à la poussée des chaînes pyrénéenne et alpine au sud. Les glaciations de l'ère quaternaire firent baisser le niveau des mers et océans, si bien que la Seine se jetait alors au large de la Bretagne actuelle (la Manche était la vallée du Rhin augmentée de la Meuse, de la Tamise et de la Somme, entre autres). Cette période fut marquée par la migration des méandres du fleuve, encore visible en Normandie[Quoi ?][Comment ?], et par une intense érosion rabotant les plateaux et formant des terrasses alluviales. L'aspect actuel de la Seine remonte à la fin de la dernière glaciation, vers 12 000 avant notre ère[réf. nécessaire].

### Régions et départements traversés

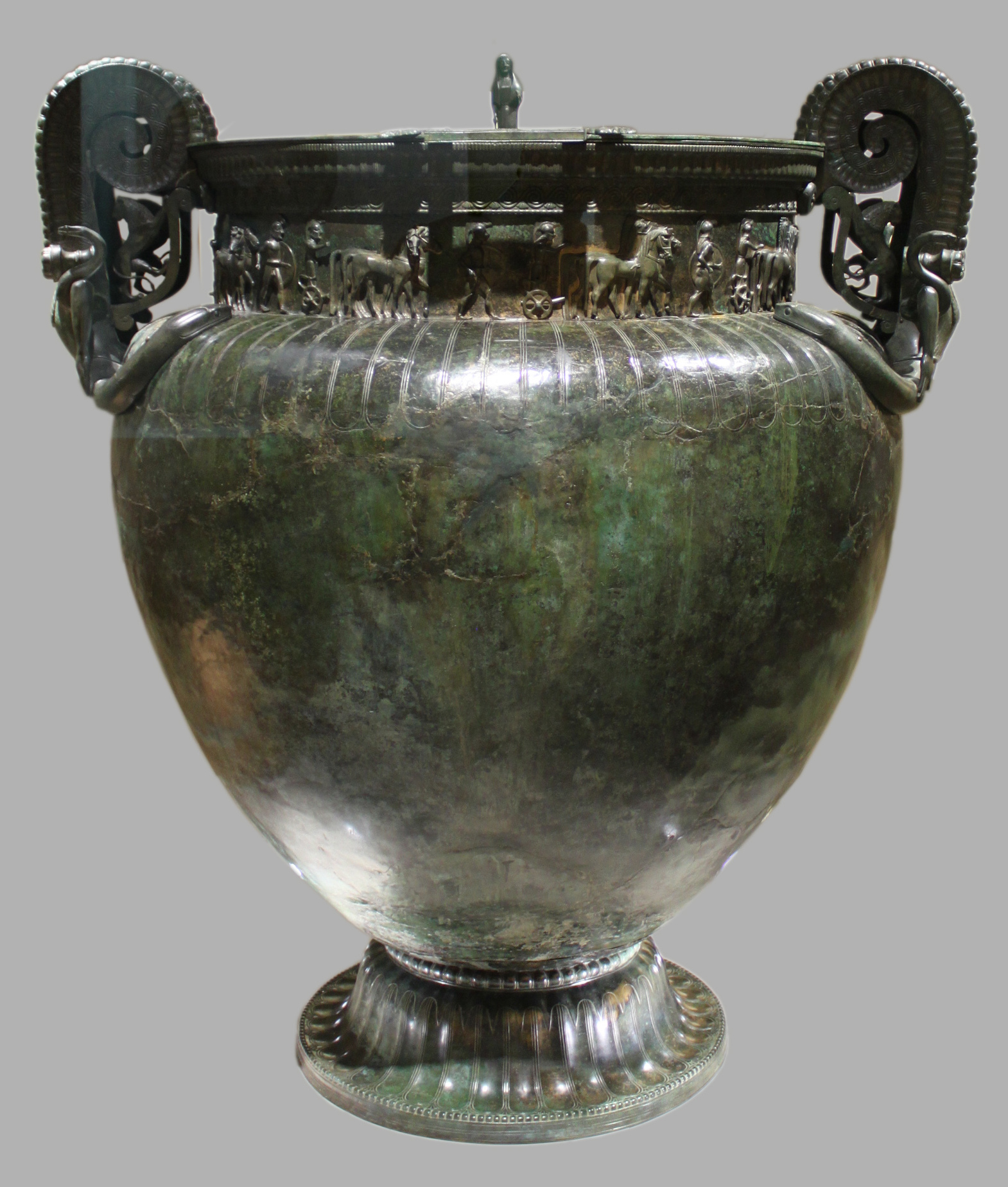
Le gigantesque Cratère de Vix, haut de 1,64 mètre - le plus grand vase de bronze de toute l'Antiquité.

Les régions et départements traversés sont les suivants, en allant de la source vers l'embouchure :
- dans la région Bourgogne-Franche-Comté : la Côte-d'Or ;
- dans la région Grand Est : l'Aube et la Marne ;
- dans la région Île-de-France : la Seine-et-Marne, l'Essonne, le Val-de-Marne[29], Paris, les Hauts-de-Seine, la Seine-Saint-Denis, le Val-d'Oise et les Yvelines ;
- dans la région Normandie : l'Eure, la Seine-Maritime et le Calvados (longé à l'extrême fin de l'embouchure).

### Communes riveraines
De Source-Seine (ex-Saint-Germain-Source-Seine) à Honfleur, il y a 164 communes riveraines de la Seine, parmi lesquelles Paris, capitale de la France. L'une d'elles, L'Île-Saint-Denis, est même entourée par le fleuve.

## Hydrologie

### Régime hydrique
Le Bassin parisien connait un climat océanique avec un apport constant d'humidité véhiculé par les vents dominants d'ouest. La pluviométrie est comprise entre 800 mm et 1 100 mm dans les régions côtières, et elle s'abaisse jusqu'à 550 mm dans les régions centrales faute de relief (altitude inférieure à 200 m en Île-de-France) avec un minimum dans la Beauce, pour remonter sur les marges orientales avec un maximum à 1 300 mm dans le Morvan. La Seine et trois de ses principaux affluents — l'Aube, la Marne et l’Oise — qui circulent dans des régions aux caractéristiques similaires (régime océanique, faible relief et géologie identique) partagent le même régime hydrographique avec un débit maximal en janvier et un minimum en août. Le Bassin parisien comprend neuf aquifères qui s'intercalent entre les différentes couches géologiques. Le réseau hydrographique est relié en différents points directement à l'aquifère la moins profonde : en fonction de la hauteur des eaux, elle alimente la Seine ou est alimentée par celle-ci. Enfin, la couche d'alluvions présente dans les vallées avec une épaisseur inférieure à 10 mètres constitue une dixième formation aquifère très productive.
Bien que la pluviométrie soit bien distribuée sur l'année, la Seine et ses affluents peuvent connaitre des périodes d'étiage sévère à la fin de l'été ou au contraire des crues importantes en hiver. Les crues sont de deux types : les crues rapides dans les parties amont du bassin à la suite de précipitations fortes et les crues lentes dans les vallées plus en aval qui font suite à des épisodes pluvieux prolongés. Pour maîtriser les crues et les étiages, d'importants travaux de régulation ont été réalisés dans la partie supérieure du cours de la Seine et de ses affluents. Son débit moyen à Paris est d'environ 328 m3/s et peut dépasser 1 600 m3/s en période de crue. Quatre grands lacs-réservoirs ont été créés entre 1960 et 1990 sur la Seine (lac d'Orient), la Marne (lac du Der-Chantecoq), l'Aube (lac d'Amance et lac d'Auzon-Temple) et l'Yonne (lac de Pannecière agrandi qui alimentait déjà le canal du Nivernais dès le XIXe siècle). Ces lacs, qui constituent une réserve de 800 millions de mètres cubes, permettent à la fois d'écrêter les crues et d'assurer un débit minimum d'étiage. Ils sont gérés par un établissement public, l'Institution interdépartementale des barrages-réservoirs du bassin de la Seine.

### Crues et étiages
En 1719, la sécheresse est si importante qu’à Paris, la Seine atteint son plus bas niveau historique (26,25 mètres au-dessus du niveau de la mer), auquel correspond la cote zéro de l'échelle hydrométrique du pont de la Tournelle, autrefois utilisée pour mesurer la crue de la Seine. À cause de cela, une vague de dysenterie se déploie et provoque des milliers de morts.
À Paris, les crues sont mesurées depuis 1876 par une l'échelle hydrométrique installée au pont d'Austerlitz. Néanmoins, c'est la statue du zouave du pont de l'Alma qui reste l'indicateur le plus populaire, bien que cette mesure soit peu fiable : les travaux du pont de l'Alma effectués dans les années 1970 ont surélevé la statue, rendant ainsi impossibles les comparaisons pré- et post- travaux. Au cours de la crue de janvier 1910, l'eau a atteint sur cette échelle la hauteur record de 8,62 mètres.
Depuis 1870, la hauteur de la Seine est mesurée à la station Paris Austerlitz. S'il n'y a pas eu de grandes crues depuis une soixantaine d'années, cinq se sont produites au XXe siècle : en 1910, 1920, 1924, 1945 et 1955,. Les plus anciennes crues de la Seine connues ont été relatées par l'empereur romain Julien (crue de 358) et par Grégoire de Tours (crue de février 582)[réf. souhaitée].
Si les crues centennales sont redoutées, le réchauffement climatique conduit inversement à envisager plusieurs hypothèses de baisse du débit du fleuve, comme le montrent les travaux du GIEC. Ainsi, dans l'hypothèse d'une hausse des températures de 2 degrés d'ici 2100, le débit serait réduit de 5 % en hiver et de 10 % en été. En cas de hausse des températures de 4 degrés, le débit global chuterait de 30 % avec des valeurs entre 20 % et 40 % en période estivale. Ces scénarios impliquent une diminution de l'approvisionnement des nappes phréatiques et aurait aussi pour conséquence une plus forte pollution des eaux car « à volume de pollution égal, avec un débit des eaux amoindri, la concentration des pollutions sera plus élevée ».
Du 28 mai au 4 juin 2016, la Seine connaît une crue importante. Le niveau d'eau culmine à 6,10 mètres dans la nuit du 3 au 4 juin. C'est la plus grosse crue survenue à Paris depuis plus de 30 ans. Elle ne dépasse cependant pas les 6,18 mètres de la crue de 1982.
À la fin du mois de janvier 2018, la Seine connaît une nouvelle forte crue, dont le niveau culminant est atteint dans la nuit du 28 au 29 janvier, à 5,88 mètres.
La débâcle qui suit le gel de la Seine peut s'accompagner de crues liées à la pluie ou à la fonte des neiges. En 1868, la débâcle peinte par Claude Monet ne fit monter le niveau des eaux que de 0,5 mètre à l'échelle du Pont-Royal. Après plus de 30 jours de gel, celle qui commença le 2 janvier 1880 fut un événement unique de l'histoire du climat parisien. Elle se généralisa le 3 janvier où, en 3 heures, le niveau des eaux monta de 1,50 mètre[Où ?] et continua de progresser. La seconde arche du pont des Invalides, côté rive droite, s'effondra.

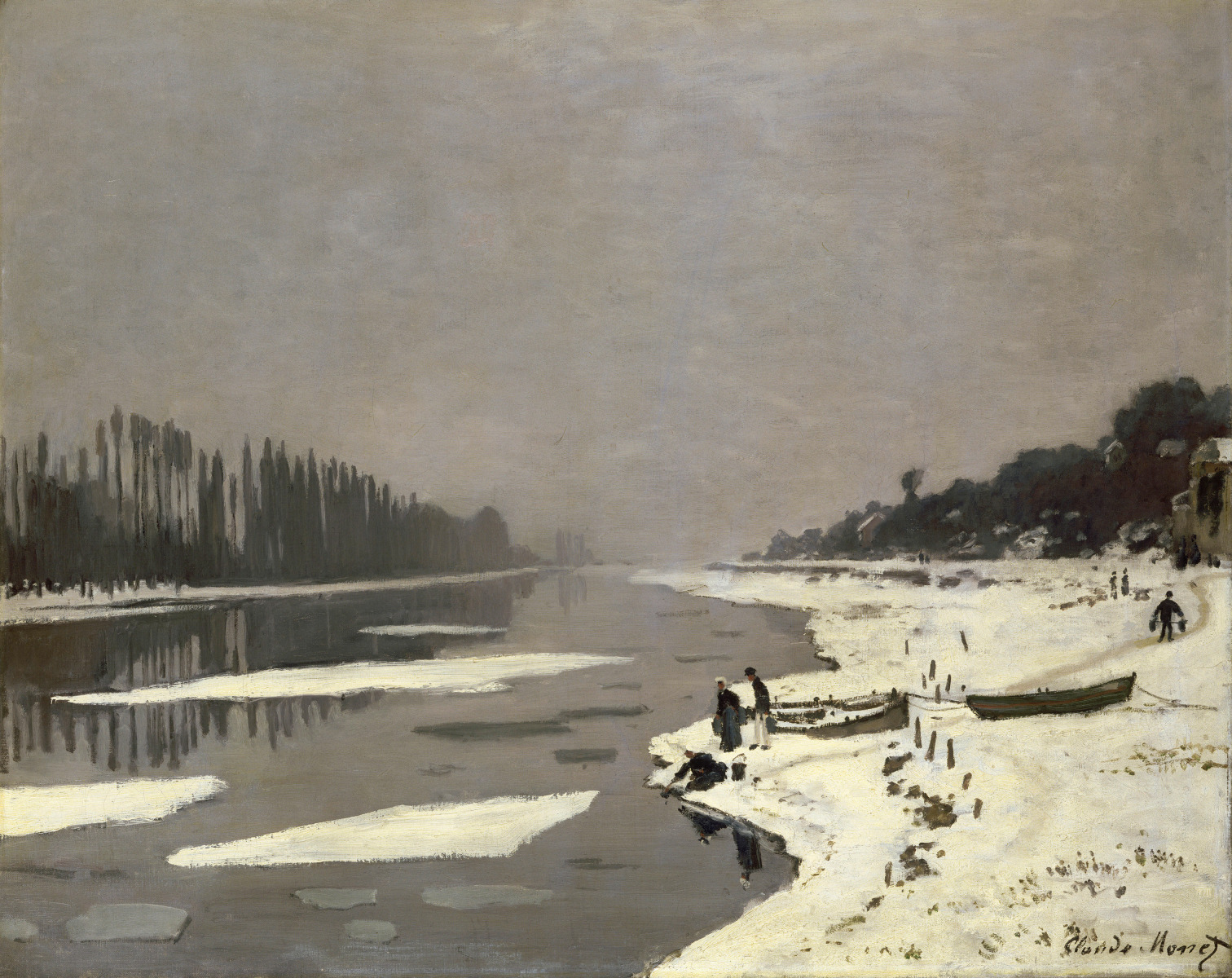
Glaçons sur la Seine à Bougival par Claude Monet, 1868.
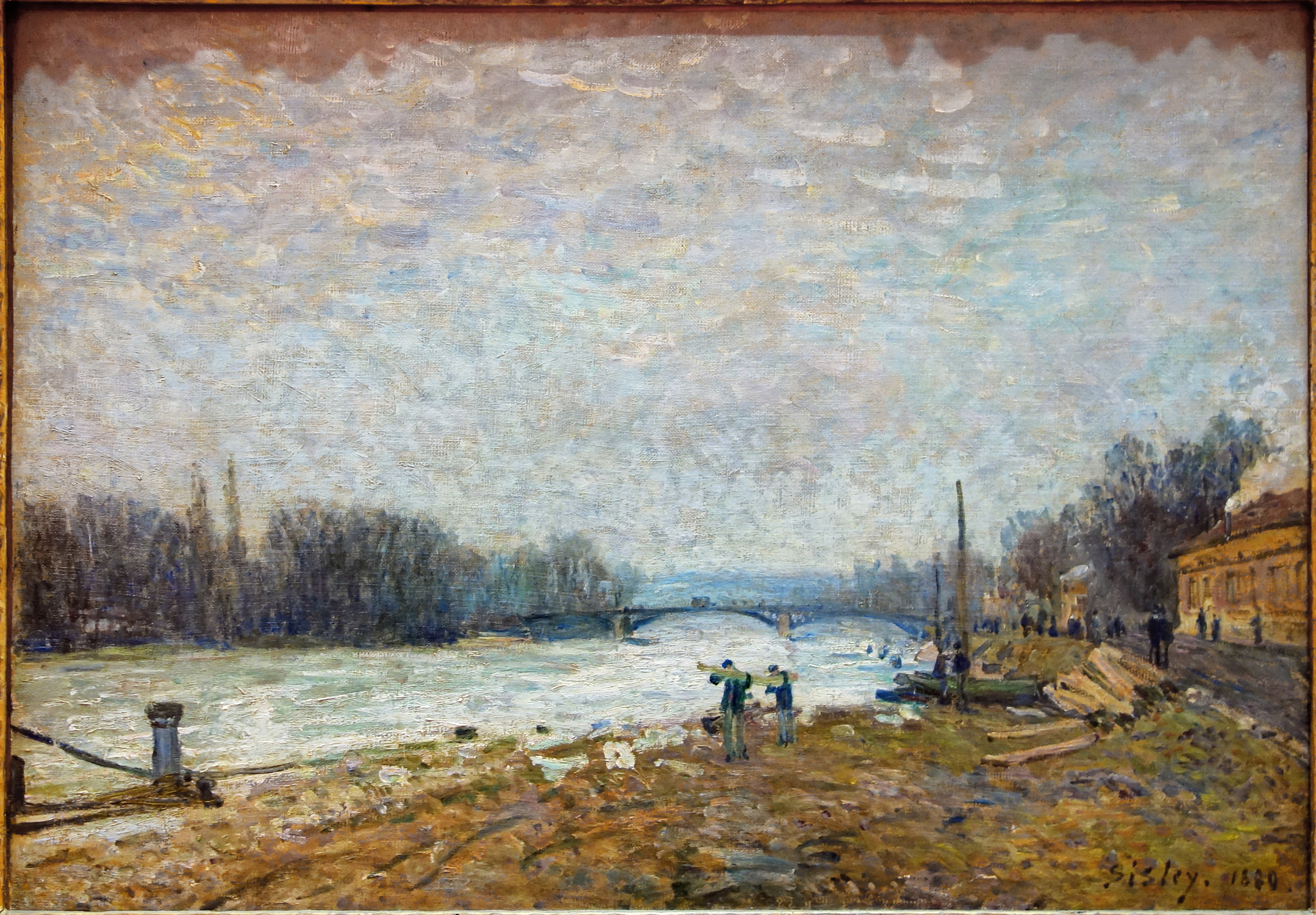
Après la débâcle, la Seine au pont de Suresnes par Alfred Sisley, 1880, Palais des beaux-arts de Lille.
Le déversoir de Saint-Julien-les-Villas lors de la crue de mai 2013.
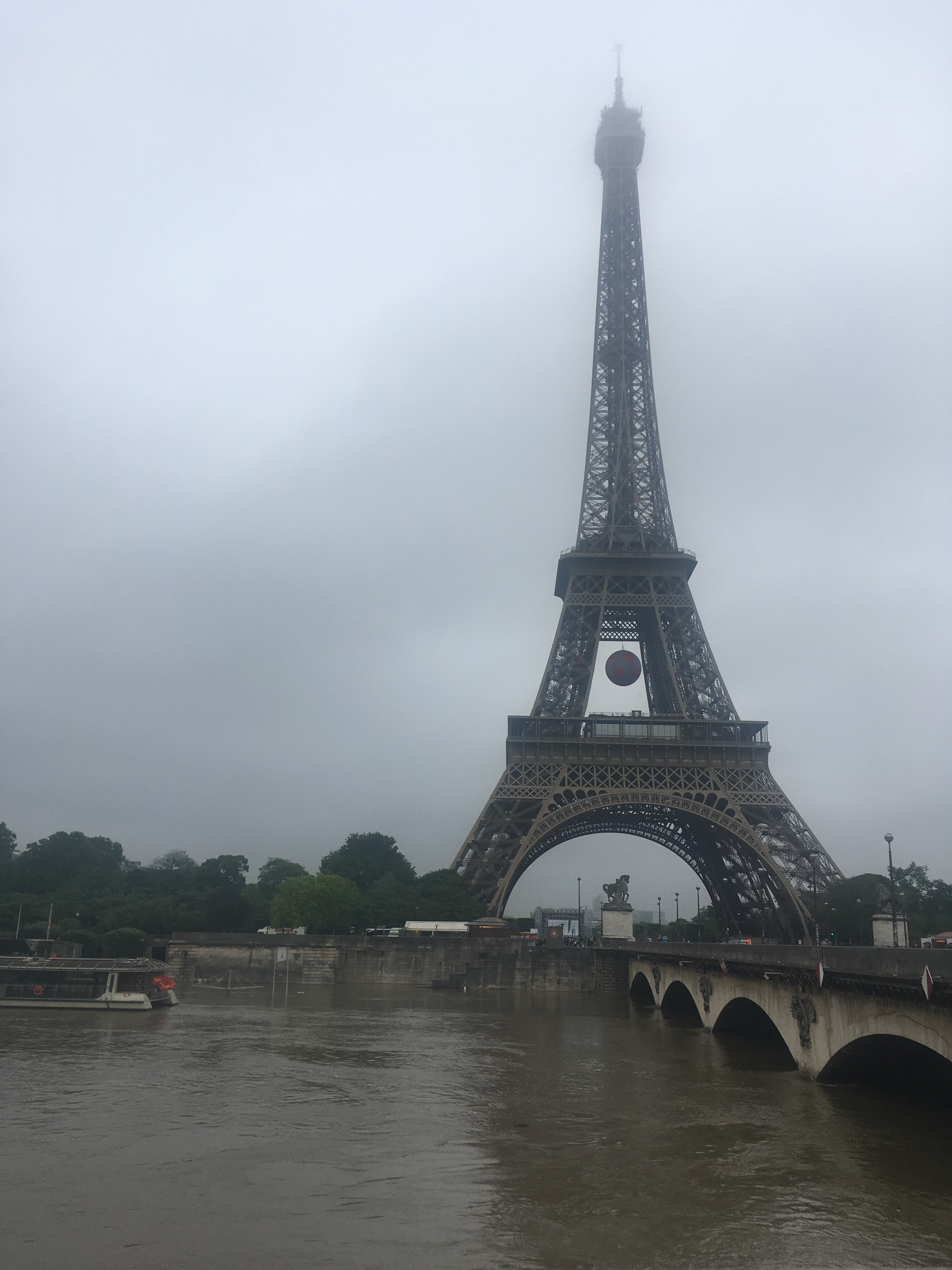
Crue de la Seine le 4 juin 2016.
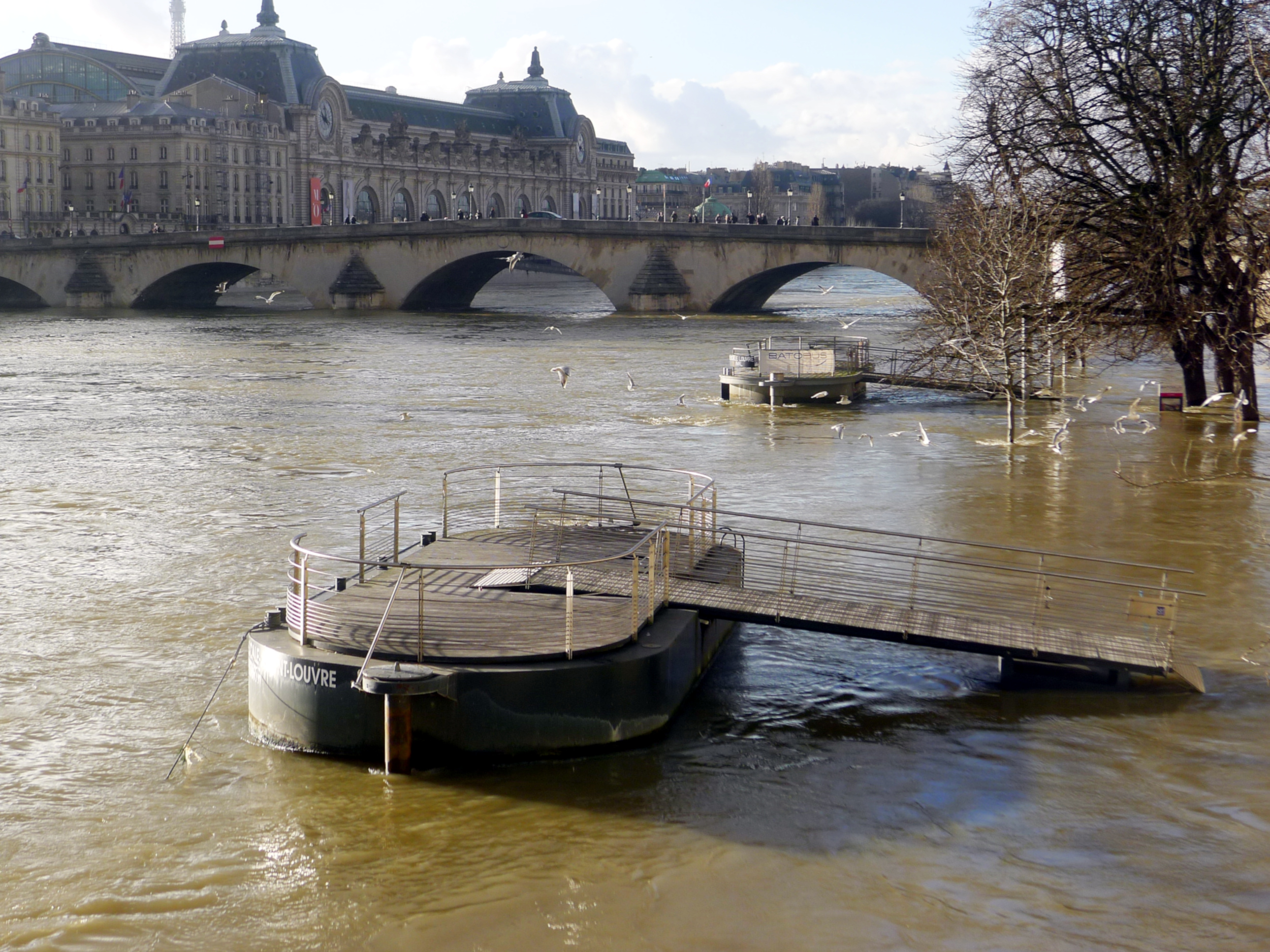
La crue de la Seine en 2018 (Paris, port du Louvre).
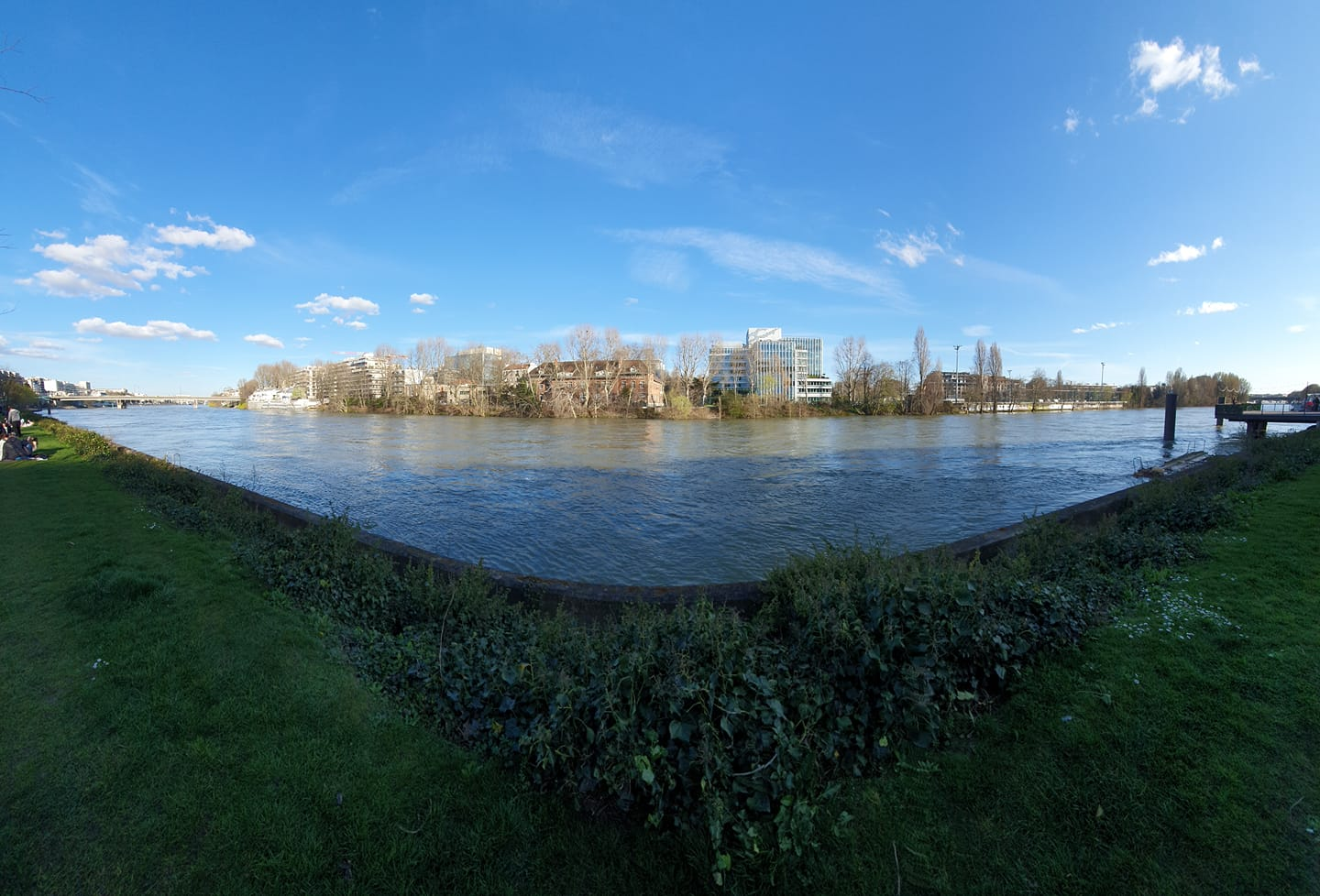
La Seine vue de Courbevoie en 2020.

### Principaux affluents
Voici une liste des principaux affluents (longueur supérieure à 100 km, ou bassin versant supérieur à 1 000 km2 ou débit moyen (module) supérieur à 10 m3/s connu au plus proche du confluent) directs de la Seine et situés avec leur confluent par la distance (km) avec la limite Ouest de l'estuaire de la Seine 49° 26′ 14″ N, 0° 06′ 33″ E selon son écoulement à l'aval, par l'altitude (m) (du plan d'eau en débit moyen, estimé au mieux d'après carte topographique), par la rive, par le nom du département (amont si limite interdépartementale), par la commune de la pointe de confluence, par les coordonnées puis avec les 3 données comparables pour la Seine (juste à l'amont du confluent) :

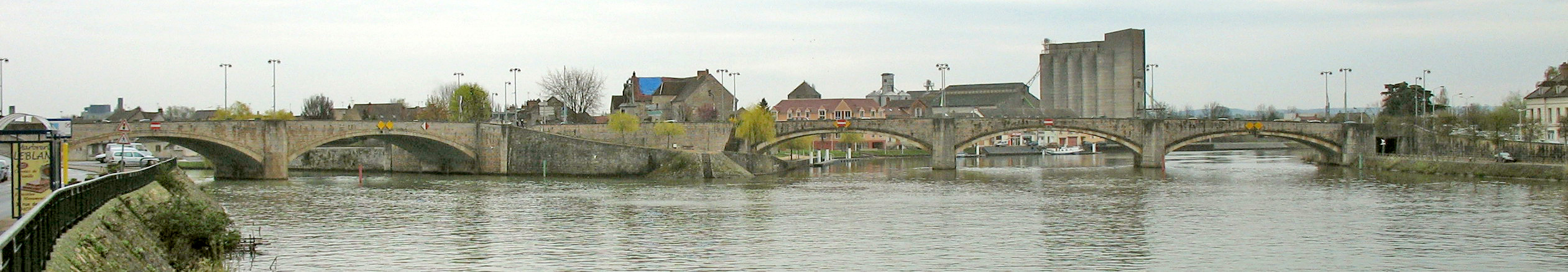
Confluent de l'Yonne (à droite) avec la Seine (à gauche et en bas).

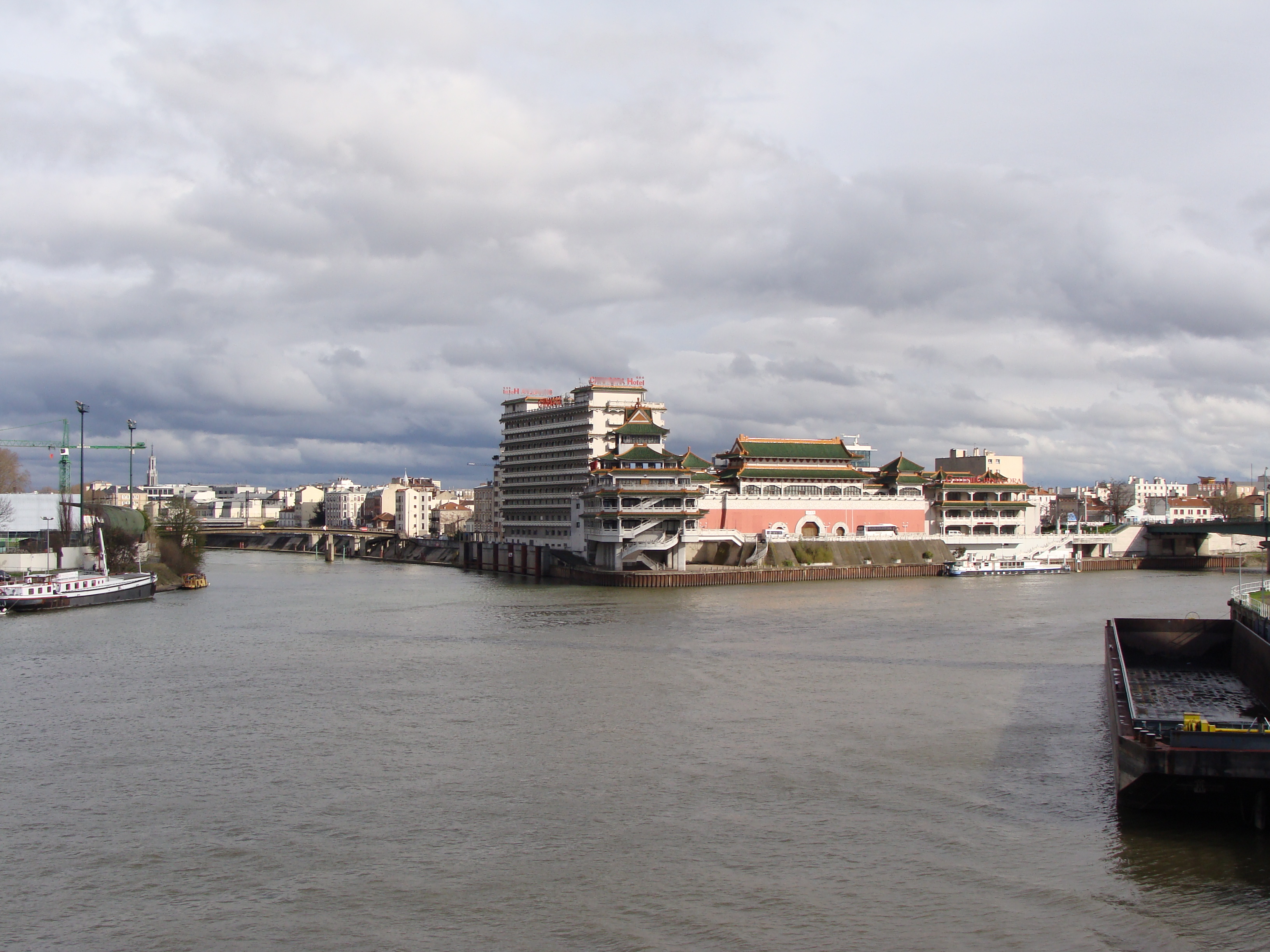
Confluent de la Marne (à gauche) avec la Seine (à droite puis en bas).
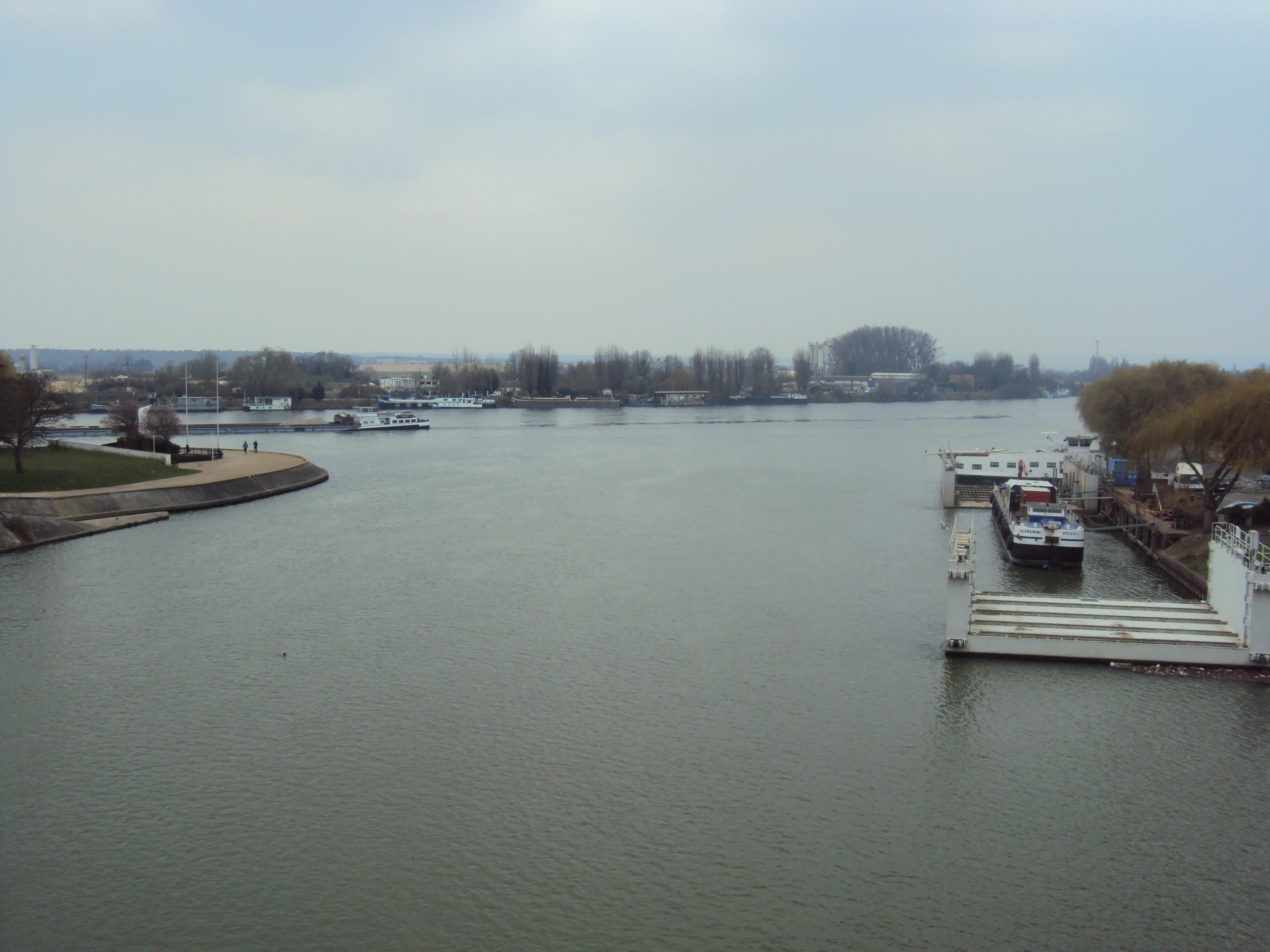
Confluent de l'Oise (en bas) avec la Seine (en haut, de gauche à droite).

Diagramme comparatif des bassins versants des principaux affluents, supérieurs à 1 000 km2 :

### L'Yonne ou la Seine?
(août 2025).
Si le cours d'eau sortant d'une confluence portait exclusivement le nom de celui qui y était entré avec le plus fort débit annuel (module), le fleuve traversant la région parisienne ne serait pas la Seine, mais l'Yonne. En effet, celle-ci a, à Montereau-Fault-Yonne, un débit et bassin versant supérieurs à ceux de la Seine : respectivement 93 m3/s et près de 10 800 km2 pour l'Yonne, et 80 m3/s et 10 300 km2 pour la Seine. La même inexactitude se reproduit d'ailleurs en amont : le bassin versant de l'Aube s'étend sur 4 700 km2, et son débit s'élève à 41 m3/s, contre 4 000 km2 et 33 m3/s pour la Seine. D'un point de vue strictement hydrographique, la Seine est donc un sous-affluent de l'Yonne par l'Aube. Des raisons culturelles et historiques ont empêché la correction de cette erreur, ; un quiproquo que l'on rencontre aussi entre la Saône et le Doubs. Cela s'explique peut-être par la considération de la Seine comme un axe commercial reliant l'axe Saône-Rhône, donc la Méditerranée à la Manche, cela à une époque où l'on n'avait pas les moyens de calculer les débits moyens ni les surfaces des bassins versants. L'Yonne, perdue dans son Morvan, ne pouvait pas faire partie intégrante de cet axe commercial.
Dans un autre ordre d'idée, la Seine, bien qu'étant un fleuve, est parfois nommée « rivière » dans des ouvrages historiques,, dans la culture populaire contemporaine, et même dans des textes officiels comme plusieurs articles du Code général des collectivités territoriales. Cette dénomination se retrouve sur la Loire, qui a longtemps été gérée par la « communauté des marchands fréquentant la rivière de Loyre et autres fleuves descendant en yscelle ». « Fleuve » et « rivière » sont des notions sujettes à controverse, surtout lorsqu'elles déterminent de deux cours d'eau le principal et l'affluent ; une controverse bien illustrée dans les cas Aube contre Seine et Yonne contre Seine.

### Influence des marées

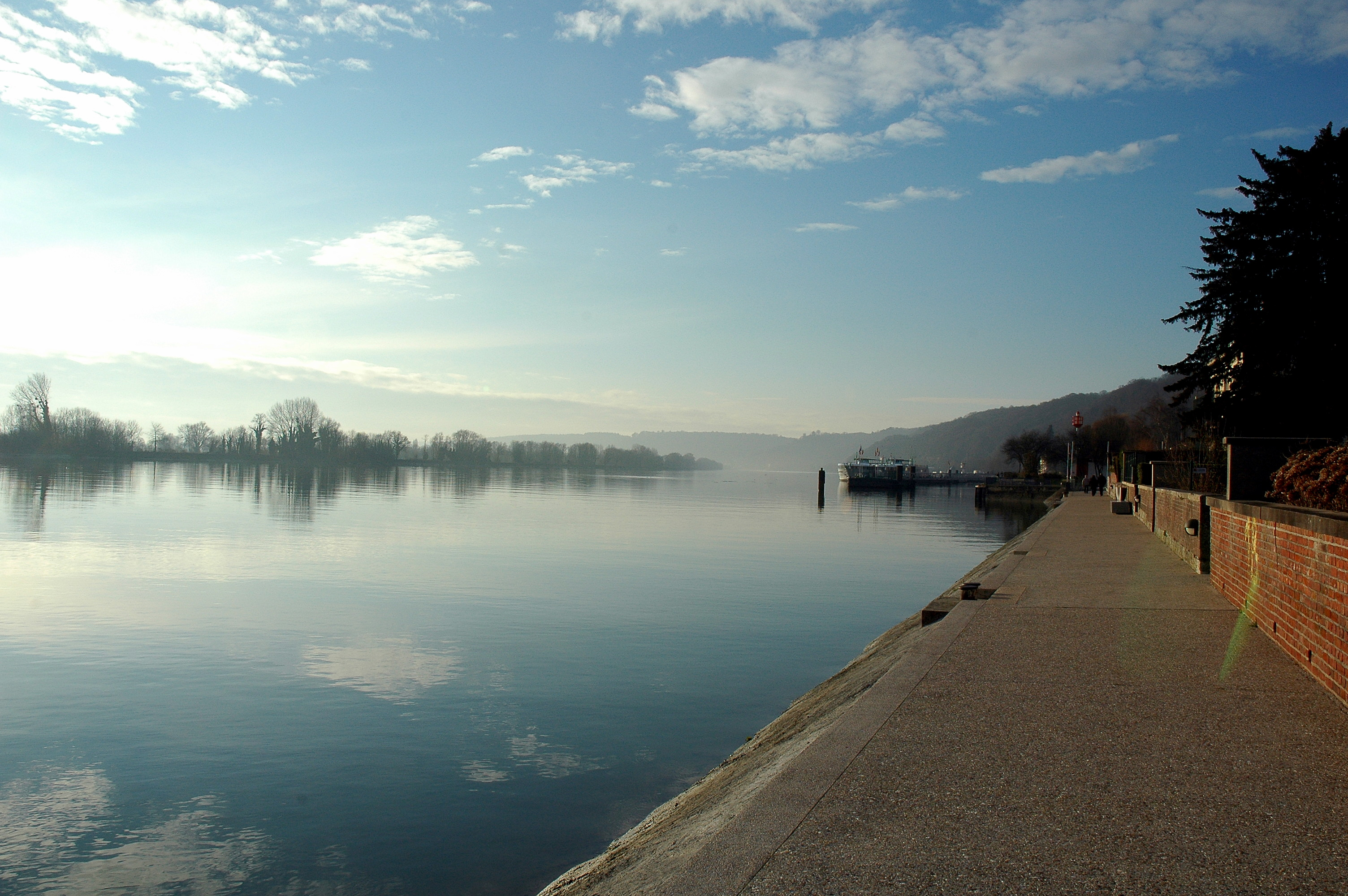
La Seine à Caudebec-en-Caux, Normandie.

La Seine maritime ainsi qu'une partie de la basse Seine sont soumises au régime des marées, qui remontent jusqu'au barrage de Poses dans l'Eure (60 cm de marnage). On pouvait encore observer jusque dans les années 1960 une imposante vague qui pouvait atteindre 4 m au moment des grandes marées et qu'on appelle mascaret, plus localement barre. Le phénomène atteignait son maximum à Caudebec-en-Caux, à mi-distance environ entre Le Havre et Rouen. Il a pratiquement disparu à la suite des aménagements apportés au fleuve (dragage, endiguement et modification de l'estuaire).

## Histoire
La plus ancienne crue de la Seine, relatée dans les textes anciens, est celle de l'hiver 358, décrite par Julien, qui se trouvait alors à Lutèce, dans son Misopogon. En février 582 est rapportée par Grégoire de Tours dans son Historia Francorum. Dès 841, les Vikings remontent la Seine, pillent la Neustrie, incendient Rouen et plus tard assiègent Paris. Ils s'installent de façon permanente dans l'embouchure de la Seine vers 896, puis dans les îles aux environs de Rouen, comme celle de Thorholm (Oissel - Tourville-la-Rivière). À partir du traité de Saint-Clair-sur-Epte en 911, le duché de Normandie est reconnu par le roi de France Charles III. Sa limite est un petit affluent de rive droite de la Seine, l'Epte (sur laquelle s'installera le peintre Claude Monet). On note également que presque toutes les trouvailles archéologiques d'objets liés aux Vikings ont été effectuées directement dans le fleuve ou à quelques kilomètres de celui-ci dans la partie normande du fleuve, à savoir : des épées (découvertes dans la partie normande de la Seine, au cours de dragages, et déposées au musée des antiquités nationales de Saint-Germain-en-Laye et au musée des Antiquités de Rouen), ainsi que des haches danoises et des fers de lance, les bijoux féminins de la tombe viking de Pîtres (Eure, en bord de Seine), les deux marteaux de Thor de Saint-Pierre-de-Varengeville (Seine-Maritime, à 3 km de la Seine) et de Sahurs (dans un champ en bord de Seine) et enfin le trésor de monnaies vikings de Saint-Pierre-des-Fleurs (Eure, à 5 km de la Seine). Les Vikings ont aussi laissé des mots dans la langue française, comme « bord », qui signifie « planche », ainsi que des savoir-faire, notamment dans le domaine nautique, comme l'assemblage « à clins ». À partir du milieu du XVIe siècle et jusqu'au début du XXe siècle, l'approvisionnement en bois de chauffage de Paris se fait par flottage sur l'Yonne et la Seine, à partir des forêts du Morvan.
En 1517, le port du Havre est construit par François Ier, c'est le plus grand port de France. La surface de la zone industrialo-portuaire équivaut à celle de la ville de Paris. En février 1658, la Seine provoque une inondation et le niveau des eaux au-dessus de l'étiage mesuré au pont de la Tournelle a été de 8,81 m. Le niveau au-dessus de l'étiage pour celle de 1910 a été au maximum, le 28 janvier, de 8,42 m. En 1684, le roi Louis XIV inaugure la machine de Marly installée dans le lit de la Seine à Bougival, pour pomper l'eau du fleuve afin d'alimenter les jeux d'eaux du parc de Versailles. En effet, à partir des années 1830 et 1850 commence l'aménagement de la Seine par la construction de barrages et d'écluses ainsi que  les travaux s'accompagnent de dragages du lit du fleuve, ce qui permet d'augmenter fortement le mouillage et en conséquence le tirant d'eau admissible (un peu moins de 6 m en mortes-eaux).
Le 4 septembre 1843, Léopoldine Hugo, fille de Victor Hugo et son époux, Charles Vacquerie, se noient dans la Seine à Villequier (Seine-Maritime) à la suite du chavirage de leur canot à voile, celui-ci étant insuffisamment lesté devant un coup de vent brusque et soudain. Victor Hugo en concevra le poème « Demain dès l'aube ». En 1900, l'État et les collectivités y installent des installations d'eau potable, des ouvrages hydrauliques, des systèmes de gestion des eaux usées en améliorant notamment le système des égouts de Paris, avec des usines de relevage des eaux usées, de vastes champs d'épandage. Dès 1910, la Seine connait sa dernière crue centennale.
Le 16 juillet 1918, durant la Première Guerre mondiale, un obus lancé par la Grosse Bertha explose dans la Seine entre les ponts de Grenelle et Mirabeau. En mai et tout début juin 1944, plusieurs vagues de bombardements alliés, préparant le débarquement de Normandie, visent de nombreux points stratégiques, notamment les ponts situés entre Paris et la mer, tous atteints et pour la très grande majorité détruits. Dans la nuit du 19 au 20 août, des éléments avancés de l'armée américaine franchissent la Seine pour la première fois en empruntant le barrage de Méricourt. Par la suite, un pont de bateaux installé à Rosny-sur-Seine permet d'établir une tête de pont sur la rive droite. En revanche, les Allemands de la 7e armée, rescapés de la poche de Falaise, éprouvent de grandes difficultés à traverser la Seine à Rouen avec leur matériel, les deux ponts ayant été détruits par la R.A.F. Cette 7e armée est mise à mal fin août sur les quais rive-gauche par les bombardements alliés, puis l'Armée canadienne franchit la Seine le 30 août.
Le 23 juin 1987, deux pétroliers entrent en collision entre Rouen et Le Havre, entraînant une pollution des eaux.
Au printemps 2001, de fortes crues de la Somme déclenchent une rumeur relayée par les médias et les élus qui accusent les Parisiens d'avoir détourné la Seine en crue vers la Somme pour épargner Paris.
Le 14 décembre 2021, la mairie de Paris annonce que le projet de cérémonie d'ouverture des Jeux de Paris en 2024 se tiendra sur des bateaux qui navigueront le long de la Seine. Des milliers d'athlètes olympiques y prendront place afin d'honorer le début des Jeux de Paris. Certains détails rendus publics dévoilent l'utilisation de la Ville Lumière, sa culture et son peuple comme acteurs essentiels des Jeux olympiques.

## Aménagements

### Navigation

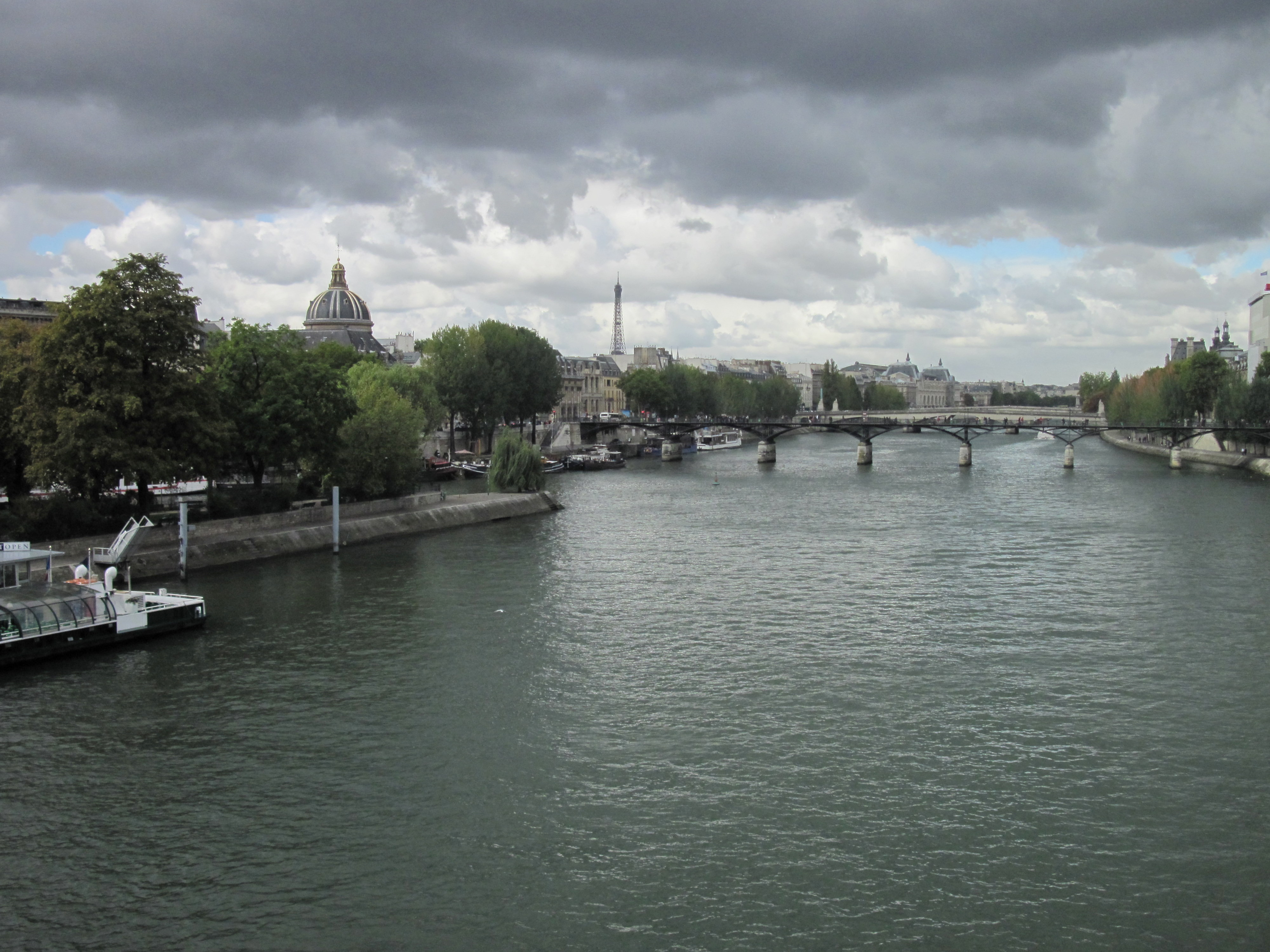
La Seine à Paris.

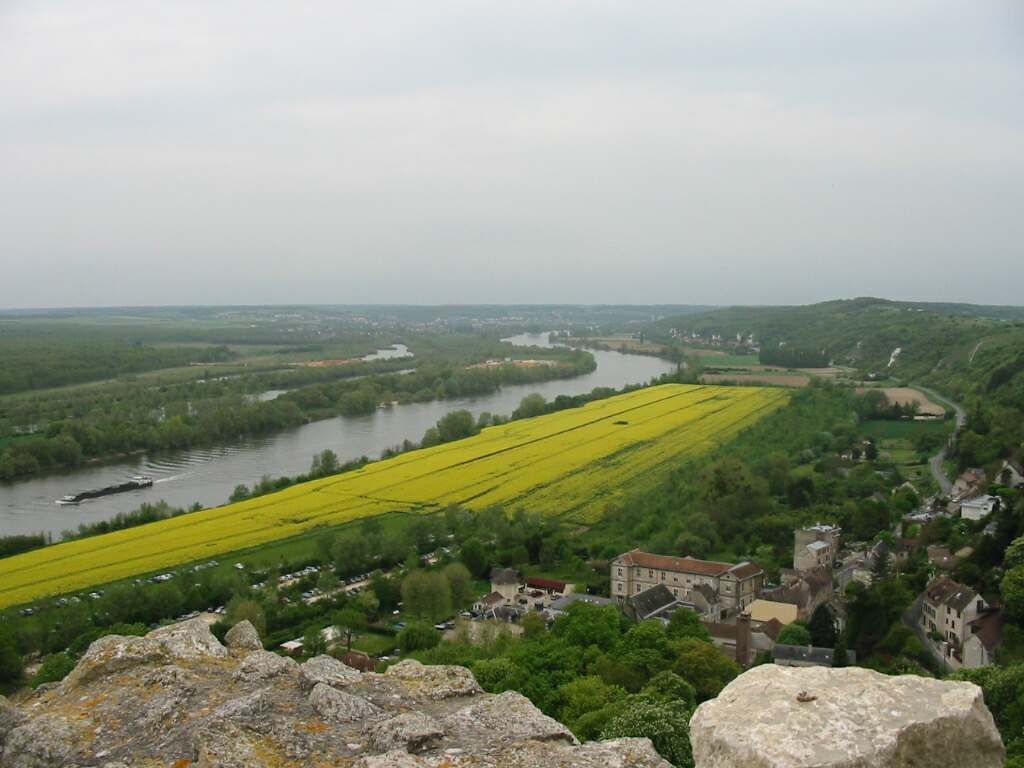
La Seine près de La Roche-Guyon, Île-de-France.

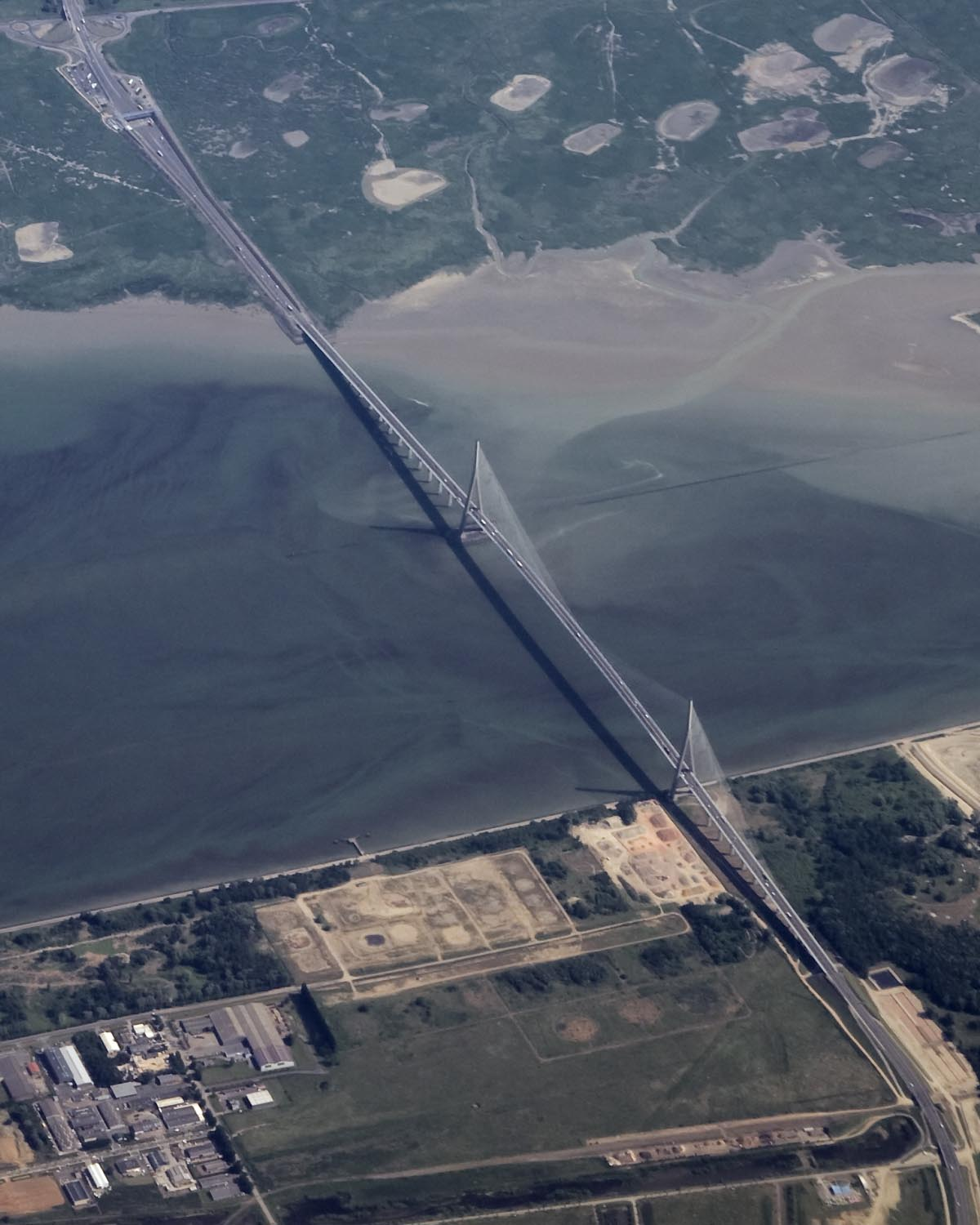
Vue aérienne du Pont de Normandie, près de Honfleur

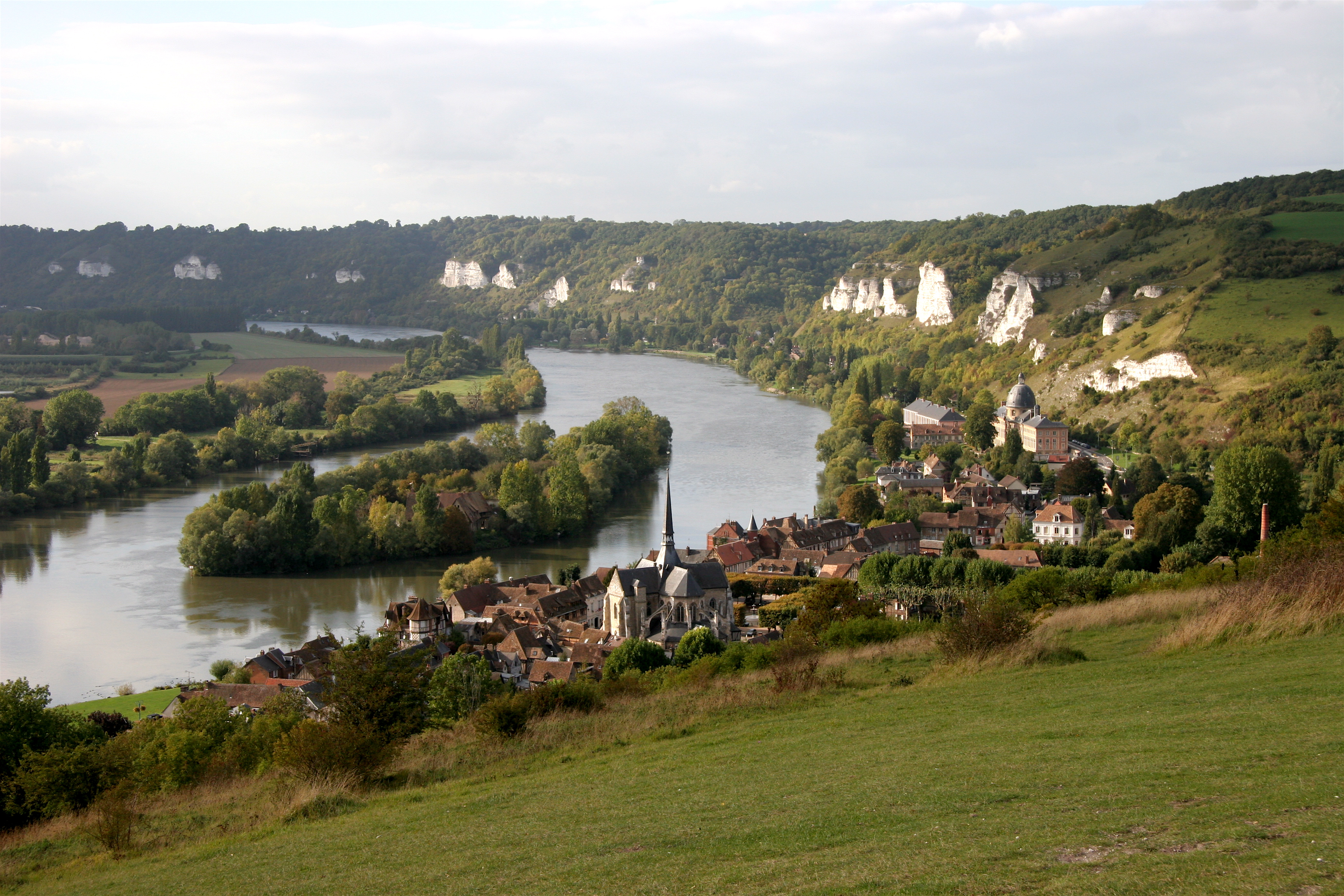
La Seine aux Andelys, Normandie.

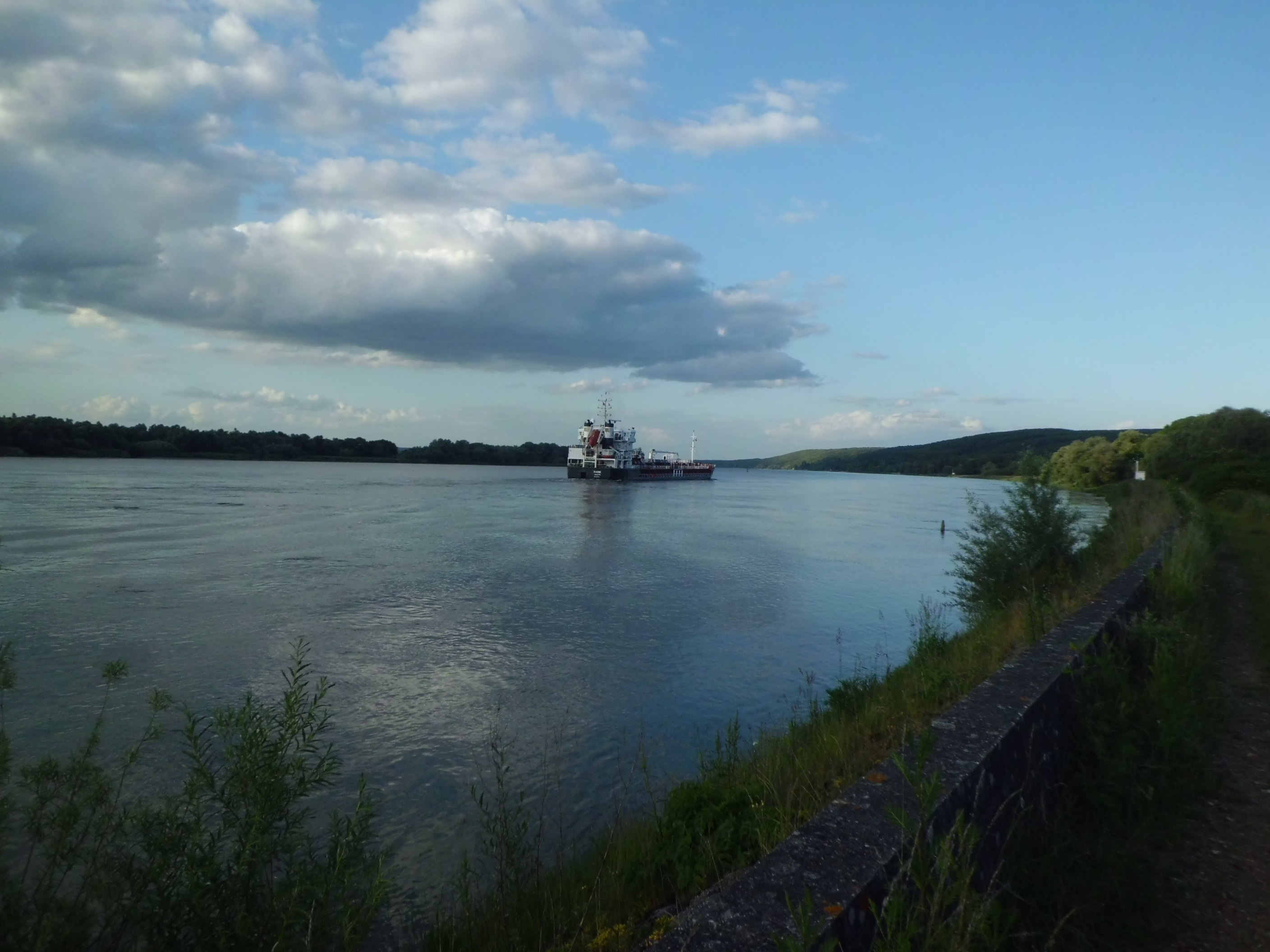
Cargo en route vers Rouen sur la Seine à Vieux-Port, Normandie.

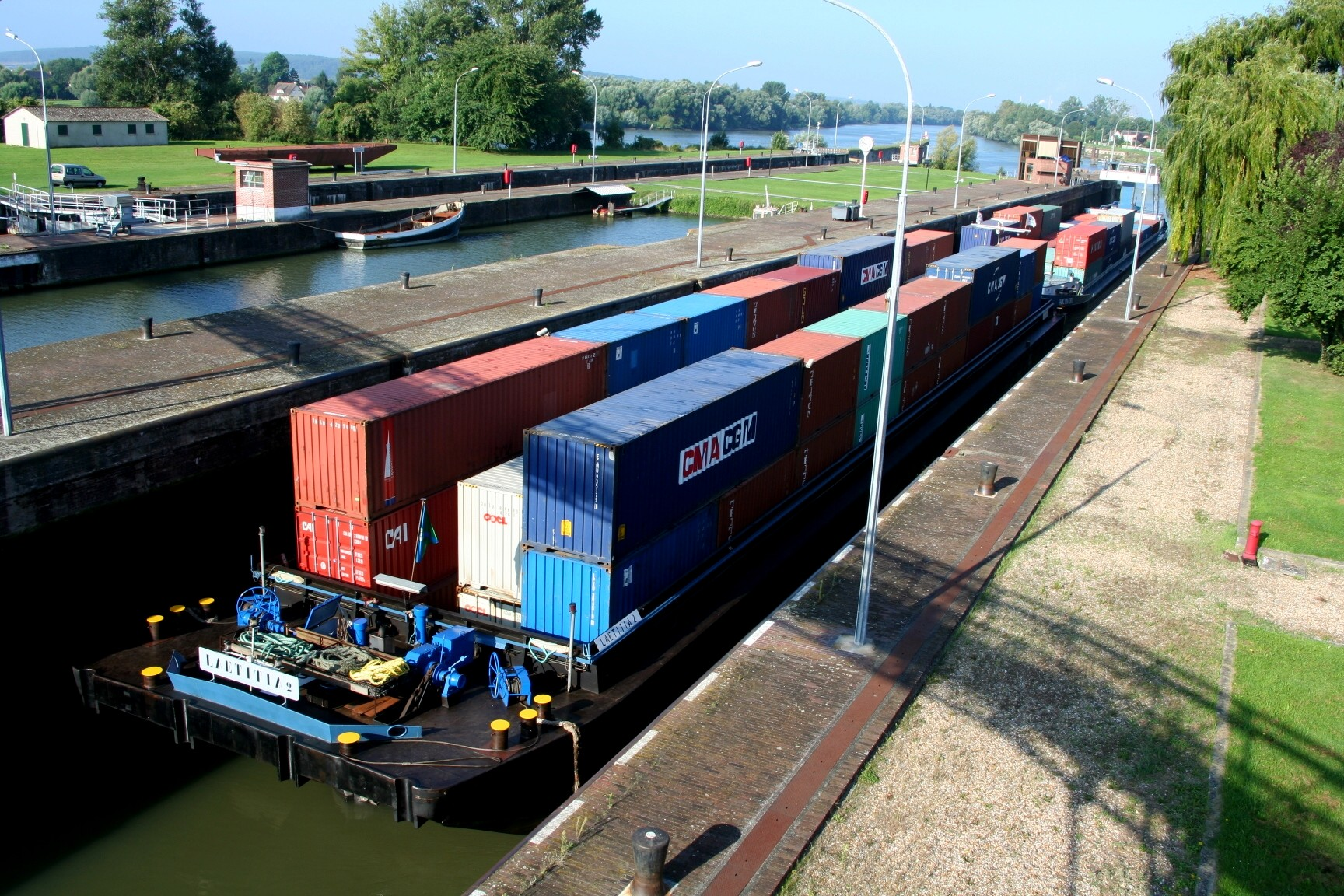
L'écluse de Poses-Amfreville, Normandie, première écluse sur la Seine à partir de l'embouchure et entre Rouen et Paris.

Pour les mariniers et les services de navigation fluviale, la Seine se décompose en 5 parties :
1. : « Petite Seine » de Marcilly-sur-Seine à Montereau-Fault-Yonne ;
2. : « Haute Seine » de Montereau-Fault-Yonne à Paris[N 1] ;
3. : « Seine parisienne » dans Paris ;
4. : « Basse Seine » de Paris à Rouen ;
5. : « Seine maritime » de Rouen à la mer.

Depuis Troyes jusqu'à sa confluence avec l'Aube à Marcilly-sur-Seine, la Seine est longée par le canal de la Haute-Seine qui n'est plus en service. De Marcilly-sur-Seine à Montereau-Fault-Yonne, la navigation est établie tantôt sur des dérivations latérales (trois au total), tantôt dans le lit du fleuve même. De Montereau-Fault-Yonne à Tancarville, la navigation se fait toujours dans le lit de la Seine. De Tancarville au Havre, les bateaux fluviaux peuvent emprunter le canal de Tancarville.
La Seine est navigable sur une grande partie de son parcours. La responsabilité de la navigation appartient aux Voies navigables de France (VNF) jusqu'au pont Boieldieu à Rouen, et en particulier au Service de navigation sur la Seine en amont d'Amfreville-sous-les-Monts. Le bassin de ce Service de Navigation de la Seine s'étend aussi à ses principaux affluents (Oise, Marne, Yonne) et parfois à des canaux qui y sont reliés (canal de la Haute-Seine jusqu'à Méry-sur-Seine, par exemple). En revanche, il ne comprend pas les canaux parisiens (canal de l'Ourcq, canal Saint-Denis et canal Saint-Martin) qui sont gérés par la ville de Paris.
La basse Seine, au sens maritime du terme, c'est-à-dire à partir de la mer jusqu'au pont Guillaume-le-Conquérant à Rouen est accessible aux navires de haute mer (jusqu’à 280 m de long et 150 000 tonnes). Sur cette partie du fleuve, longue d'environ 120 km, les quatre seuls ponts existants (le pont de Normandie, le pont de Tancarville, le pont de Brotonne et le pont levant Gustave-Flaubert) offrent un tirant d'air de 50 mètres et le fleuve est constamment dragué pour permettre aux bateaux ayant un tirant d'eau de 10 mètres de circuler. Compte tenu du nombre limité de ponts, plusieurs bacs permettent également de traverser le fleuve. Les installations portuaires y relèvent de l'autorité du grand port maritime de Rouen. Celui-ci, cinquième port maritime français avec environ 25 millions de tonnes de marchandises embarquées et débarquées [Par quelle durée de temps ? En un an ?], est spécialisé dans le trafic de céréales, engrais et produits pétroliers. Ses installations s'échelonnent le long du fleuve sur 120 km de l'agglomération de Rouen jusqu'à Honfleur.

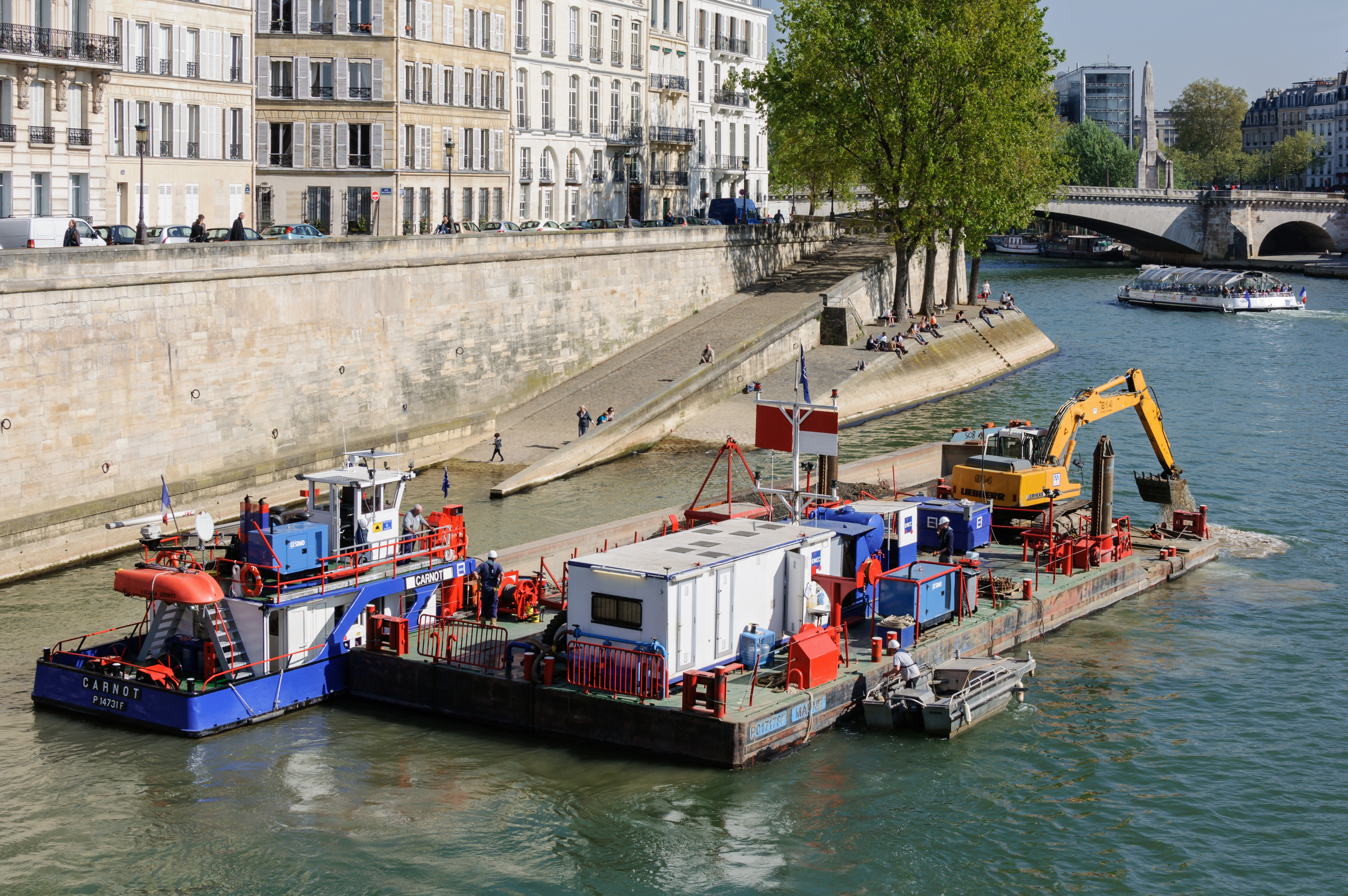
Dragage sur la Seine à Paris.

Entre Rouen et Paris, la Seine a été canalisée au XIXe siècle. Sept barrages éclusés situés à Poses-Amfreville-sous-les-Monts, Notre-Dame-de-la-Garenne (Eure), Méricourt, Andrésy, Bougival, Chatou (Yvelines) et Suresnes (Hauts-de-Seine) permettent la navigation de péniches automotrices (350 t de fret) dites « bateaux automoteurs de gabarit Freycinet », de 38,5 mètres, de chalands automoteurs de rivière (de 800 à 1 350 t de fret), de 48 à 70 mètres, de convois de barges poussées (de 3 000 à 10 000 t de fret) et de caboteurs fluvio-maritimes (4 000 t de fret). Ces barges transportent, entre autres choses, des conteneurs, des automobiles, des produits pétroliers, du ciment, etc.
Les installations portuaires situées en Île-de-France relèvent du port autonome de Paris, premier port fluvial français. Les principales installations portuaires pour le trafic de marchandises se situent à Limay (Yvelines) et Gennevilliers (Hauts-de-Seine). En projet, une plate-forme multimodale (voie d'eau, autoroute, voie ferrée) est en cours d'étude sur la commune d'Achères en aval de Conflans-Sainte-Honorine.
À Paris, existe un trafic de voyageurs, principalement touristique (bateaux promenade ), mais aussi une tentative d'utiliser la Seine pour les déplacements quotidiens (Batobus). Des navettes circulent régulièrement entre la tour Eiffel et le Jardin des plantes ; toutefois, ce service semble intéresser davantage les touristes que les Parisiens, créant ainsi une concurrence gênante pour les bateaux promenade. Un autre service voyageur (Voguéo) a également été expérimenté entre la gare d'Austerlitz et Maisons-Alfort (sur la Marne) entre 2008 et 2011.
Un projet de liaison fluviale à grand gabarit entre le bassin de la Seine et le bassin de l'Escaut, la liaison Seine-Escaut devrait être réalisé à l'horizon 2012, doublant le canal de Saint-Quentin (1810) et le canal du Nord (1960). Il mettra en 
communication les ports normands et l'Île-de-France avec le réseau navigable du Nord de la France et du Benelux en offrant le gabarit de la classe Vb européenne.[Passage à actualiser]
Néanmoins, pour le canoéiste et le kayakiste, la « haute Seine » se situe bien plus haut, en amont de Bar-sur-Seine.

### Traversée du fleuve

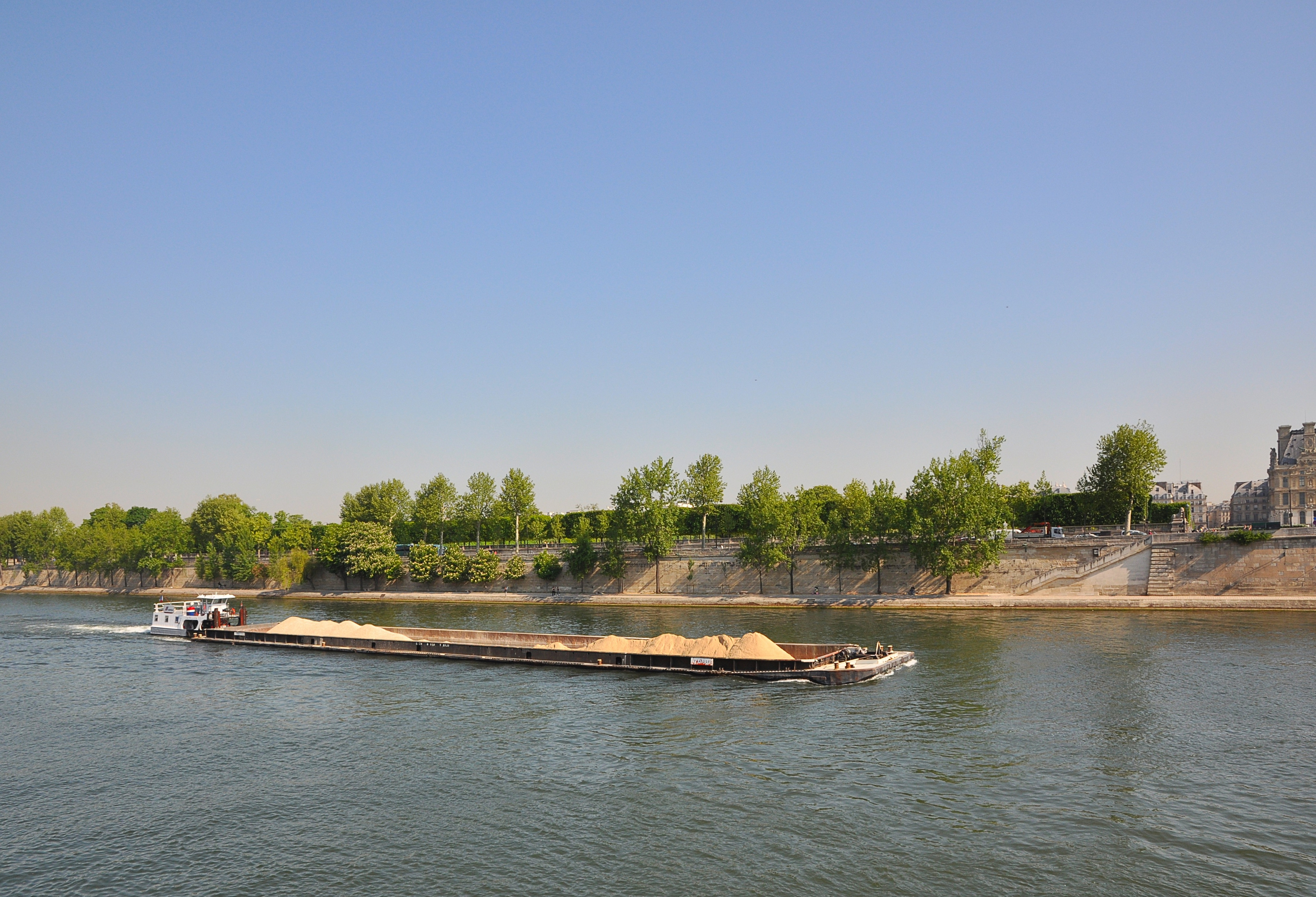
Péniche sur la Seine - Paris.

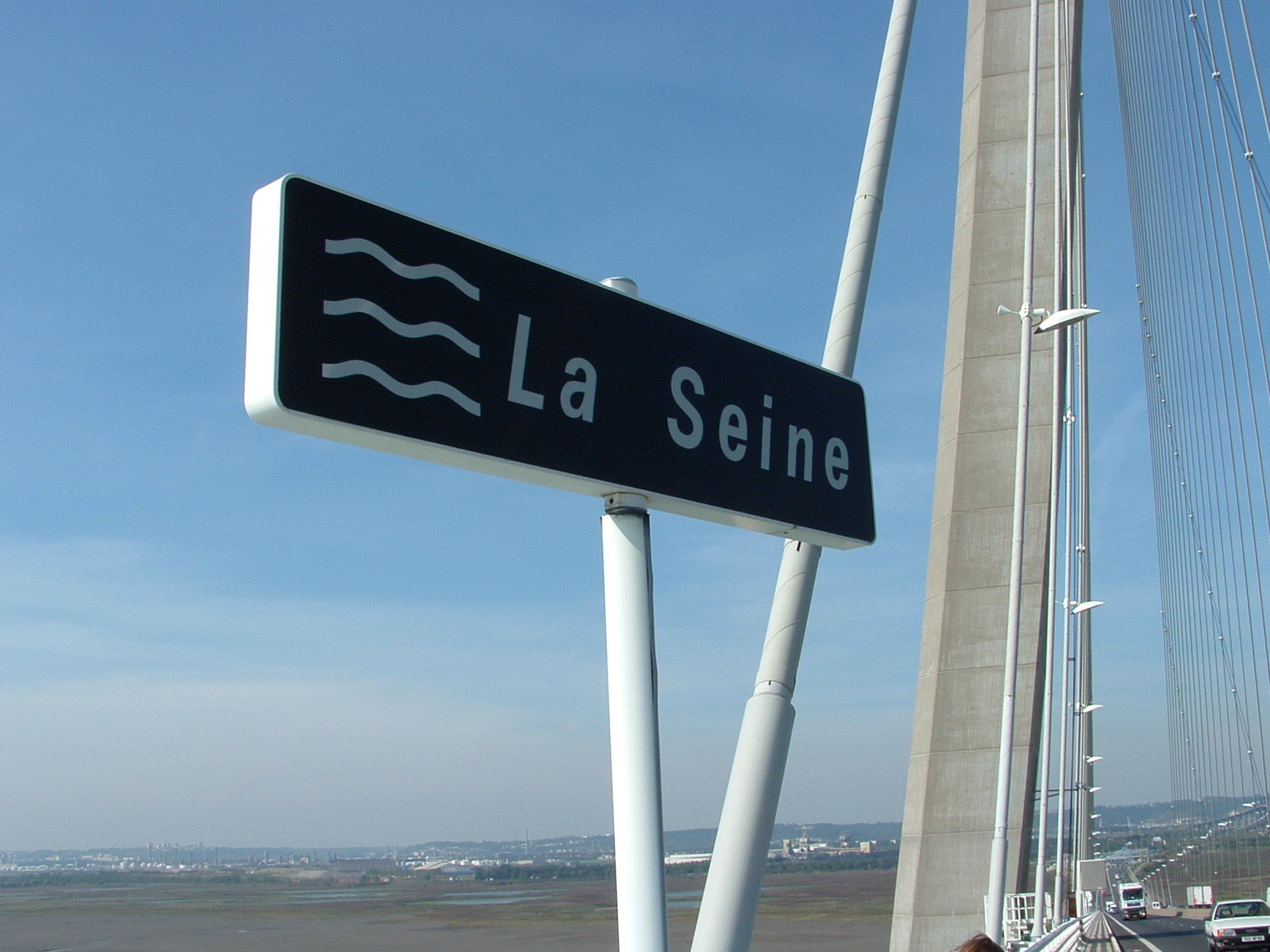
Au pont de Normandie, près de l'embouchure.

#### Ponts et ouvrages d'art
En aval de Rouen, seuls trois grands ponts enjambent la Seine (ponts de Brotonne, de Tancarville et de Normandie).

## Activités économiques

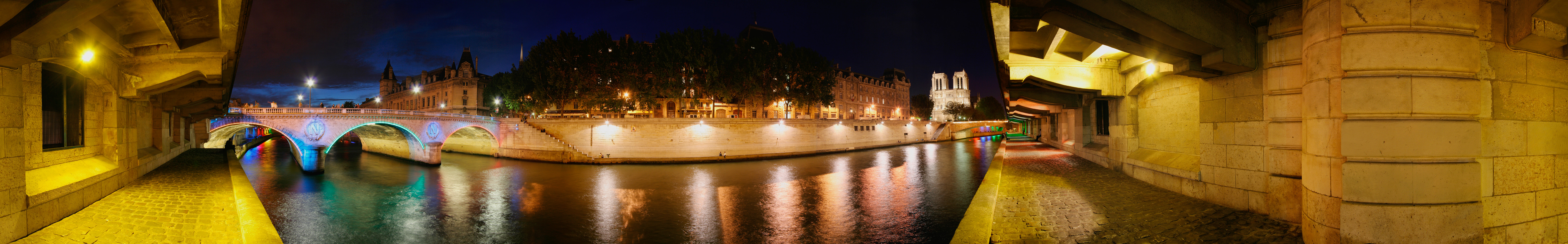
Vue panoramique de la Seine avec le pont Saint-Michel à gauche et Notre-Dame de Paris à droite.

La Seine est une voie navigable très importante, reliant Paris à la Manche. De ce fait, deux des plus grands ports fluviaux de France s'y trouvent : Paris (port de Gennevilliers) et Rouen, qui est également un port maritime essentiel permettant le transbordement (c'est le premier port céréalier d'Europe). Elle est navigable en amont de Paris jusqu’à Nogent-sur-Seine, important port céréalier. Autres ports fluviaux notables : Limay-Porcheville (agglomération de Mantes-la-Jolie), Montereau-Fault-Yonne (sites gérés par le port autonome de Paris). De nombreuses industries sont situées le long de la vallée de la Seine : automobile (Poissy, Flins, Cléon, Sandouville), pétrochimie (Port-Jérôme, Gonfreville-l'Orcher, Notre-Dame-de-Gravenchon, Grand-Couronne), centrales thermiques (Porcheville, Saint-Ouen).
Curieusement, en revanche, de tous les cours d'eau importants de son chevelu hydrographique, la Seine est, avec l'Aube, le seul qui finisse en impasse en amont, ne rejoignant aucune autre région. Alors que par l'Oise on rejoint la Belgique et les Ardennes, par la Marne la Lorraine, l'Alsace, l'Allemagne et la Bourgogne, par le Loing la vallée de la Loire (et, par le canal du Centre, l'axe Saône-Rhône), et par l'Yonne la même vallée de la Loire ainsi que l'axe Saône-Rhône, la Seine va s'effilochant en amont de Nogent : presque abandonnée de Nogent à Marcilly, canal de la haute Seine déclassé jusqu'à Barberey-Saint-Sulpice ainsi que l'Aube jusqu'à Arcis, et aliéné de Barberey à Bar-sur-Seine où l'on n'en voit plus que quelques vestiges (écluses et maisons éclusières, parfois la cuvette du canal comme à Virey-sous-Bar).
L'eau de la Seine est utilisée pour le refroidissement de la centrale nucléaire de Nogent.

## Milieu naturel

### Faune

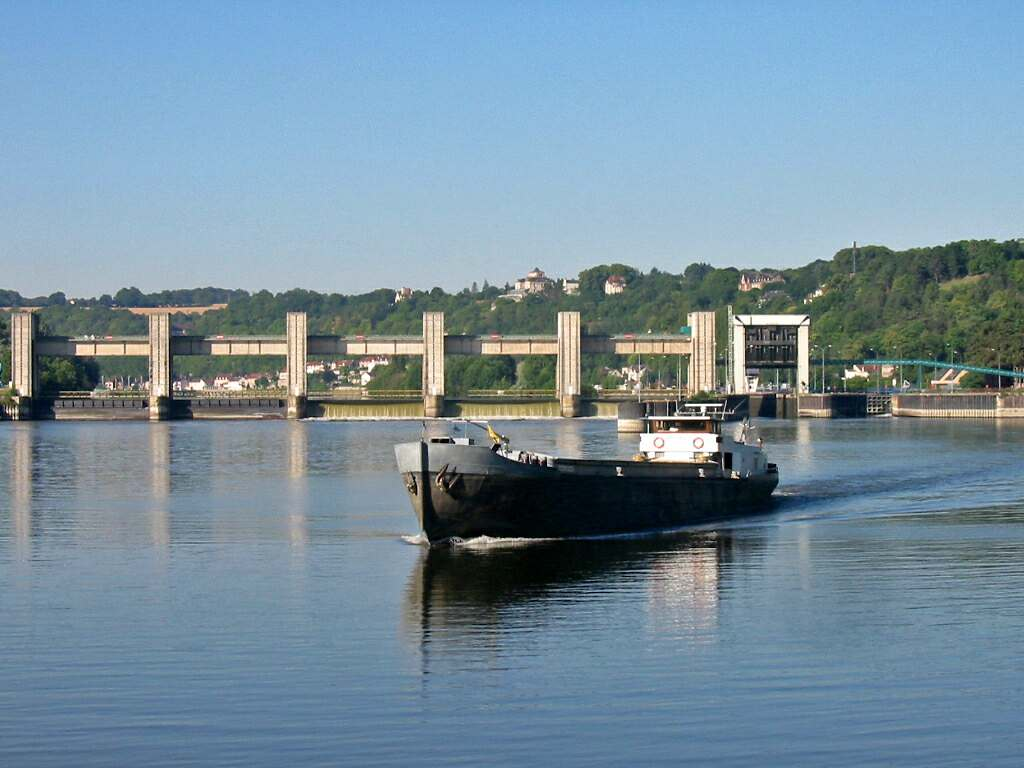
Barrage-écluse de Méricourt (Yvelines).

En 2009, on dénombrait 52 espèces de poissons d'eau douce dans l'ensemble du bassin de la Seine. Cette faune n'est que pour moitié d'origine naturelle. Les grandes glaciations qui ont touché plus particulièrement le nord-ouest de l'Europe durant le Quaternaire ont appauvri la diversité de la faune piscicole naturelle de la Seine (estimée à une trentaine d'espèces) par rapport à celle des fleuves situés plus à l'Est comme le Rhin (44 espèces autochtones) ou le Danube (une centaine d'espèces). Dès le Moyen Âge, l'homme introduit la carpe commune. Au XVIIIe siècle, la grémille, le carassin doré et le carassin commun apparaissent à leur tour soit du fait d'introductions volontaires soit par colonisation depuis d'autres bassins. Mais c'est à compter de la deuxième moitié du XIXe siècle que les introductions se multiplient. Elles résultent soit de tentatives d'acclimatation d'espèces exotiques, soit de la volonté d'améliorer la productivité d'installations piscicoles. C'est à cette époque qu'apparaissent les espèces d'origine nord-américaine comme la truite arc-en-ciel (non acclimatée mais régulièrement introduite depuis), le poisson-chat et la perche soleil. Dans la seconde moitié du XXe siècle, commence une deuxième phase d'introduction encore plus massive avec des motivations différentes. L'extension du réseau de canaux favorise également l'arrivée d'espèces étrangères. À la fin du XXe siècle, on comptait en tout 23 espèces non autochtones. Mais les aménagements de la Seine et de ses affluents qui débutent à compter de 1850 pour favoriser la navigation créent des obstacles et suppriment les milieux naturels nécessaires aux espèces autochtones migratrices. L'esturgeon d'Europe, le saumon atlantique et la grande alose disparaissent des eaux de la Seine au début du XXe siècle. La pollution croissante du fleuve qui culmine à la fin des années 1960 contribue à chasser les autres espèces de cette catégorie. Au début des années 1990, 7 des 10 espèces migratrices ont disparu et seule d'entre elles, l'anguille, reste aujourd'hui largement répandue,.
L'aménagement de la Seine en voie navigable, avec de nombreux barrages, a créé autant d'obstacles s'opposant au passage des poissons migrateurs. Un programme en cours, sous l'égide des VNF, vise à équiper tous les barrages de la Seine aval, entre Poses-Amfreville et Suresnes, de passes à poissons, ce qui permettra aux migrateurs de remonter jusqu'à la confluence avec la Marne. Des saumons et des truites de mer ont été observés devant le barrage de Poses-Amfreville, à 150 km de l'embouchure, en 2007. En 2008, 260 saumons ont été comptés dans la passe à poissons de ce barrage. Le 26 juillet 2008, pour la première fois depuis très longtemps, une truite de mer a été pêchée dans la Seine, au niveau de l'écluse de Suresnes, juste en aval de Paris. S'agissant d'espèces de poissons migrateurs très sensibles aux conditions du milieu, ces événements indiquent une amélioration de la qualité des eaux de la Seine en aval de Paris.
Le 3 octobre 2008, à hauteur du barrage de Suresnes en région parisienne, un saumon de 7 kg a été pêché pour la première fois depuis 70 ans à un point aussi éloigné en amont sur la Seine. Des chercheurs de l'Institut National de la Recherche Agronomique - INRA (en collaboration avec l'ONEMA et le CEMAGREF) ont été sollicités pour confirmer la présence de l'espèce sur la Seine. Les résultats de l'étude, publiés en août 2009, montrent que les saumons pêchés dans la Seine ont des origines diverses. Aucun poisson issu d'élevage n'a officiellement été introduit dans la Seine depuis 1895, contrairement à ce qui a été fait dans d'autres bassins où des espèces avaient disparu.

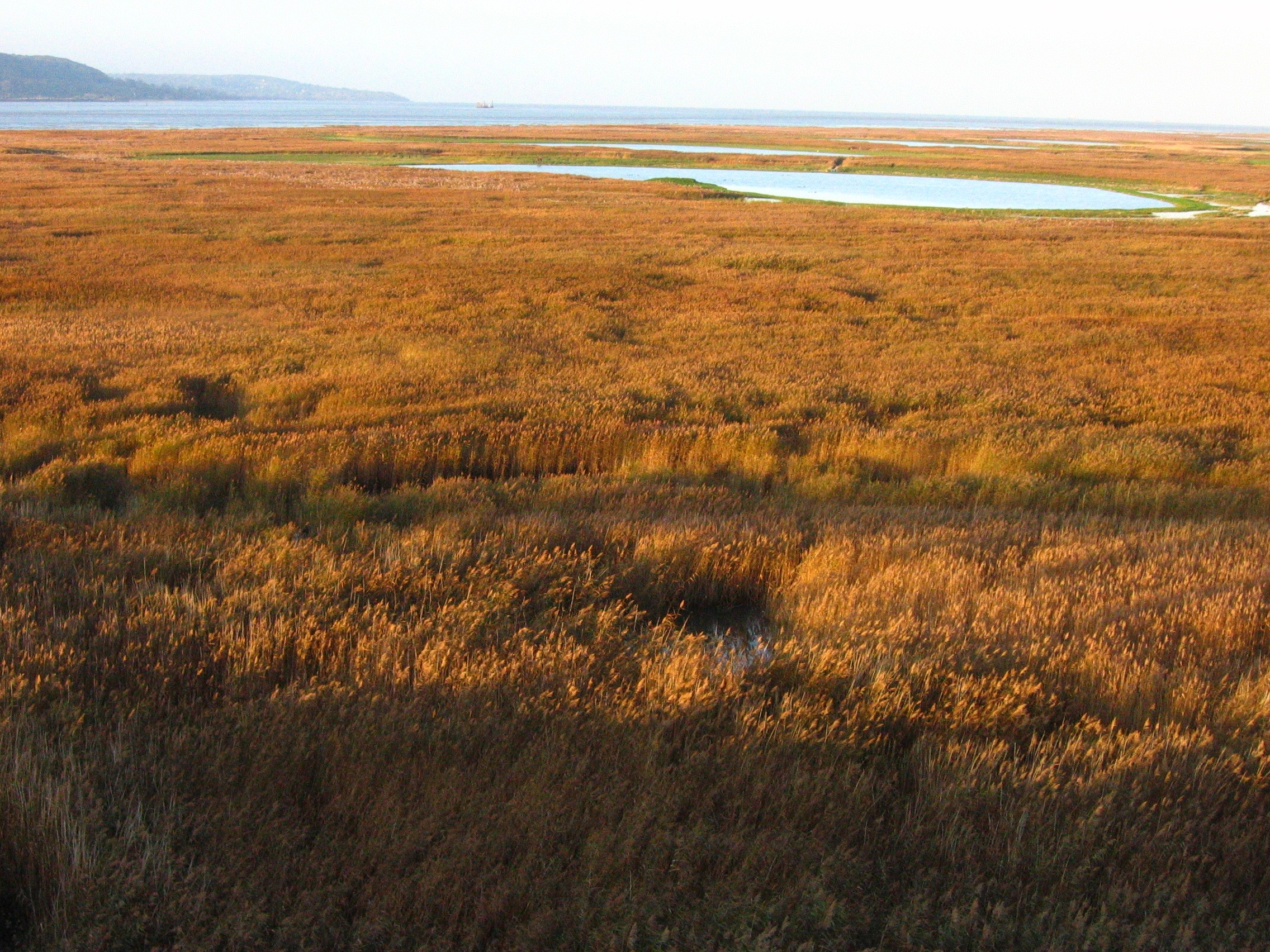
Roselières dans l'estuaire de la Seine, au sud du Havre, Seine-Maritime, Normandie.

Certains marais naturels des bords de Seine ont été revalorisés et remis en état dans le but de favoriser la faune et la flore, comme à Hénouville, Mesnil-sous-Jumièges ou au Trait.
En août 2025, mandaté par le SIAAP, l'hydrobiologiste Vincent Prié relève la présence dans les eaux de la Seine et de la Marne de 23 espèces de moules d'eau douce, soit le double d'il y a 30 ans, indice d'une amélioration notable de la qualité des eaux pour ces espèces sensibles aux pollutions. Alors qu'il avait disparu dans les années 1970, le chabot a fat son retour aux côtés des brochets — parmi 35 et 40 espèces soit le double d'il y a trente ans, et seulement trois espèces dans les années 1970 —, mais il est concurrencé par des espèces invasives comme les gobies.

### Baignade et qualité microbiologique

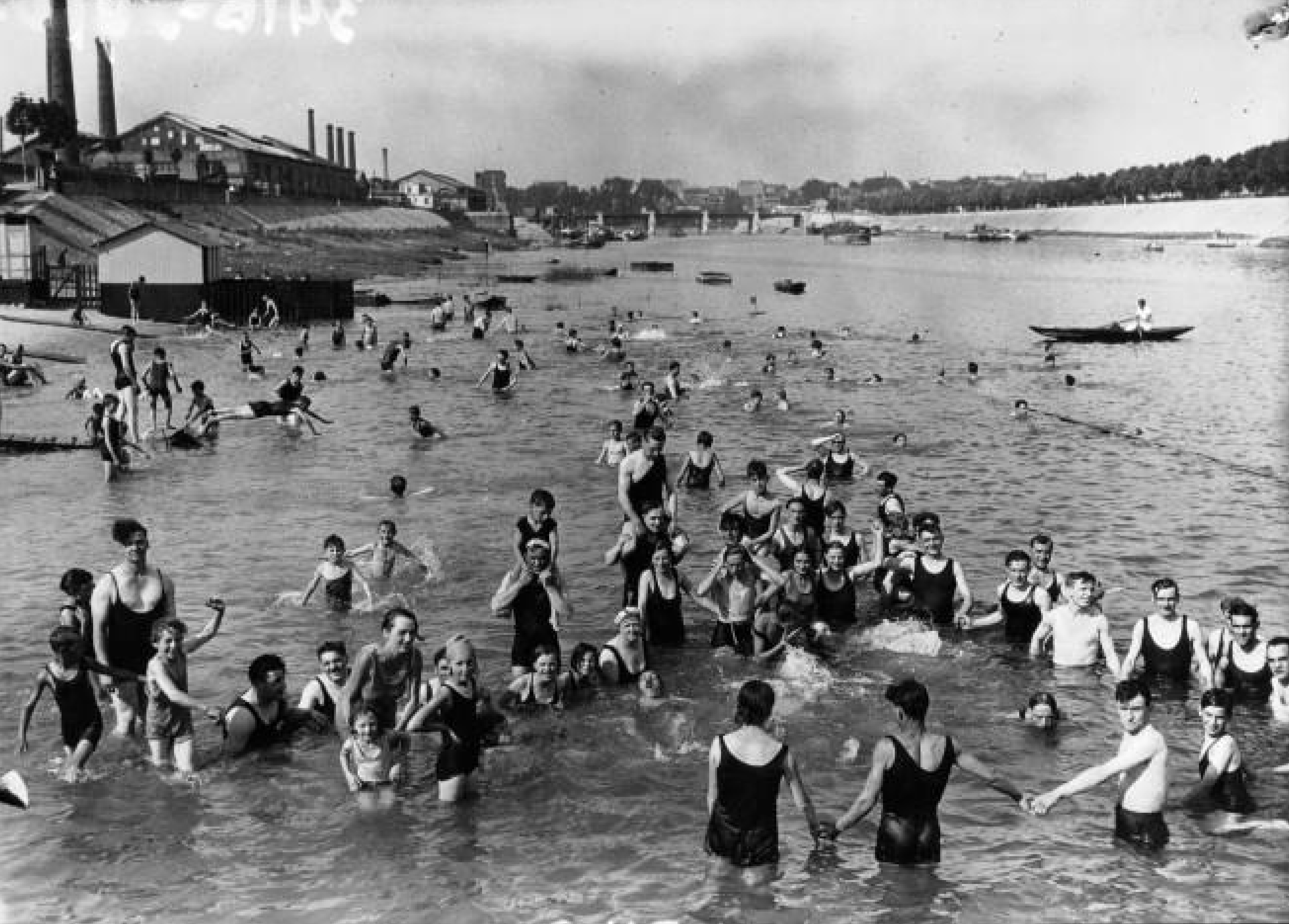
Baigneurs à Vitry-sur-Seine en 1932.

En raison de la pollution des eaux et de la cohabitation avec les embarcations, la baignade dans la Seine a été interdite par arrêté préfectoral en 1923, de même que dans la Marne depuis 1970 (sauf à Meaux depuis 2007),. Si Jacques Chirac, alors maire de Paris, avait promis en 1988 qu’il nagerait dans le fleuve pour prouver qu’il était redevenu propre, l'amélioration est alors restée insuffisante.
La qualité microbiologique de l'eau de la Seine fait l'objet d'un suivi, dont un bilan a été publié en 2016. Pour assainir la baignade en cas d'orage et éviter les bactéries, la Ville de Paris, la région de Paris et l’État investissent dans des travaux de récupération des eaux des bateaux, de retenue des eaux d'orage et dans les stations d'épuration. Le « comité Seine » et le Conseil départemental du Val-de-Marne ont également souhaité vérifier les branchements chez les particuliers.
Dans la perspective d'organiser les épreuves de triathlon et de nage en eau libre des Jeux olympiques et paralympiques de 2024, des travaux d’assainissement d'un montant cumulé de 1,4 milliard d’euros par l’État et les collectivités. Au-delà, l'objectif est de se conformer aux directives européennes sur la qualité des eaux, mais aussi pour l’appétence observée dans de multiples zones fluviales ou littorales pour la baignade urbaine, comme à Copenhague, Oslo, les rives de l'Elbe ou Marseille, alors que Paris n'a pu ouvrir en 2017 qu'une portion limitée du bassin de La Villette, sur le canal de l'Ourcq.
Après analyses bactériologiques des eaux, la Maire de Paris, Anne Hidalgo, se baigne dans la Seine le 17 juillet 2024, quelques jours avant l'ouverture des JO. Malgré 13 jours de fermeture sur 30 en raison d'intempéries, la première ouverture à la baignade surveillée sur les trois de Bras Marie (Paris-Centre), Grenelle (XVe) et Bercy (XIIe) attire attire 35 000 personnes en juillet 2025

### Menaces et protections

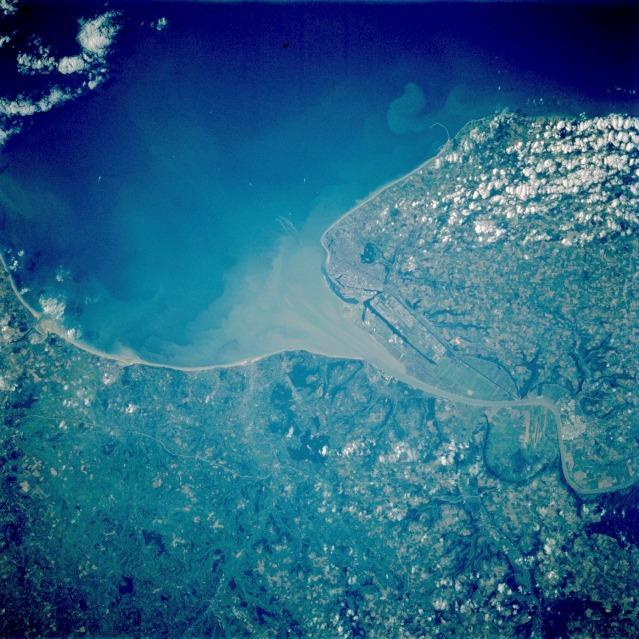
La situation dans le domaine de la pollution s'est améliorée depuis la fin des années 1960 mais la Seine est toujours le fleuve le plus pollué d'Europe aux PCB (Le Havre et la baie de Seine, image NASA).

Le bassin de la Seine concentre 40 % de la production industrielle française et l'agriculture intensive occupe 60 % de la surface du bassin, avec pour résultat un fleuve dont le débit est parfois à moitié constitué d'eaux usées. Au début des années 1960, les scientifiques considèrent la Seine comme presque biologiquement morte, seules trois espèces de poissons sur les 32 normalement présentes, indigènes ou non, étant parfois aperçues.
La loi sur l'eau de 1964 permet un redressement de l'écosystème des eaux de la Seine, complétée par la loi sur l'eau du 3 janvier 1992. Des indicateurs de pollution sont créés et une aide financière et technique est proposée aux municipalités, aux agriculteurs et aux industriels. De 1991 à 2001, 10 milliards d'euros, dont 5,6 milliards par l'État, sont investis dans des infrastructures, dont 500 stations d'épuration.
En résultat, la qualité des eaux s'améliore de manière continue, surtout à Paris, qui abrite aujourd'hui vingt espèces de poissons. Cependant les taux en azote sont toujours trop élevés, 66 % de la pollution provenant de l'agriculture, et la pollution par les nitrates et pesticides augmente, là aussi à cause de l'agriculture. Une autre pollution est liée aux eaux de pluie qui entraînent des polluants des zones urbaines : celles de Paris représentent à elles seules l'équivalent de tous les rejets des autres municipalités du bassin.
La Seine a fait l'objet d'une pollution au plutonium 239 en 1961 et au plutonium 238 en 1975. L'origine en est connue puisque la pollution est issue des installations du CEA à Fontenay-aux-Roses. Selon l'Autorité sanitaire nucléaire - ASN le risque sanitaire est toutefois quasi nul.
La Seine est le fleuve européen le plus pollué aux polychlorobiphényles (PCB) depuis vingt ans. Toxiques, les PCB s'accumulent dans les lipides tout le long de la chaîne alimentaire. D'après des analyses effectuées par l'Office national de l'eau et des milieux aquatiques (ONEMA) depuis 2008, 70 % des espèces de poissons sont impropres à la consommation à cause d'une contamination aux PCB. L'usage des PCB est interdit depuis 1987 mais, très utilisés dans les années 1970, ils se sont accumulés dans l'environnement. L'association Robin des Bois dénonce une absence de réglementation au niveau de la pêche afin de protéger la population d'une consommation à Paris, dans le Val-de-Marne, les Hauts-de-Seine et les Yvelines. Cette pollution aux PCB est étendue jusqu'à la baie de Seine où la pêche à la sardine est interdite entre 2010 et 2022.
En 2010, la Seine est touchée par une pollution de rondelles en plastique, pollution accidentelle, limitée et non dangereuse selon les autorités, provenant d'une station d'épuration.
Les déchets de la Seine normande représentent un volume d’environ 30 000 m3 ou 9 000 tonnes [Par quelle durée de temps ? En un an ?], soit la production annuelle de déchets ménagers des habitants d’une ville de 20 000 habitants.

## Aspects culturels

### Dans la peinture
La Seine a inspiré de nombreux peintres, et aux XIXe et XXe siècles, les peintres suivants :
- Richard Parkes Bonington,
- Joseph Mallord William Turner,
- Camille Corot,
- Eugène Isabey,
- Constant Troyon,
- Charles-François Daubigny,
- Joseph-Félix Bouchor,
- Émile-Louis Minet,
- Eugène Boudin,
- Johan Barthold Jongkind,
- Claude Monet,
- Pierre-Auguste Renoir,
- Théodore Rousseau[78]
- Camille Pissarro,
- Alfred Sisley,
- Frédéric Bazille,
- Gustave Caillebotte,
- Paul Signac,
- Édouard Vuillard,
- Félix Vallotton,
- Raoul Dufy,
- Othon Friesz,
- Albert Marquet,
- Robert Antoine Pinchon,
- Emilio Grau Sala,
- Gaston Sébire,
- Maurice Boitel,
- Nicolas-Jean-Baptiste Raguenet. (au XVIIIe siècle)

La Seine dans la peinture
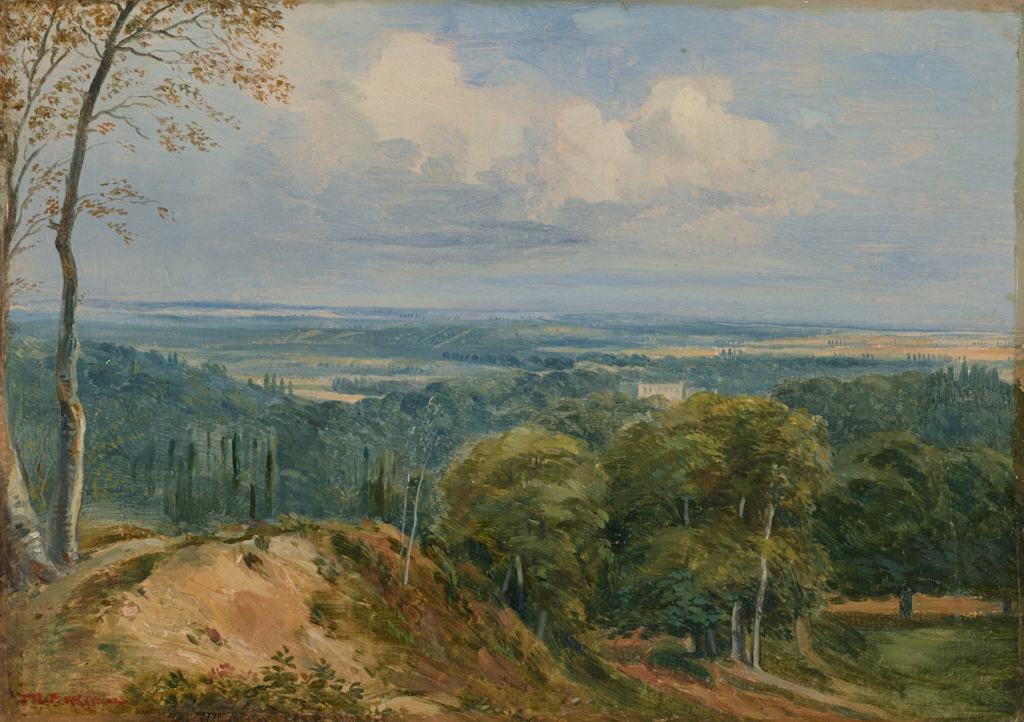
Vallée de la Seine Théodore Rousseau, 1831-1832 Rhode Island School of Design Museum
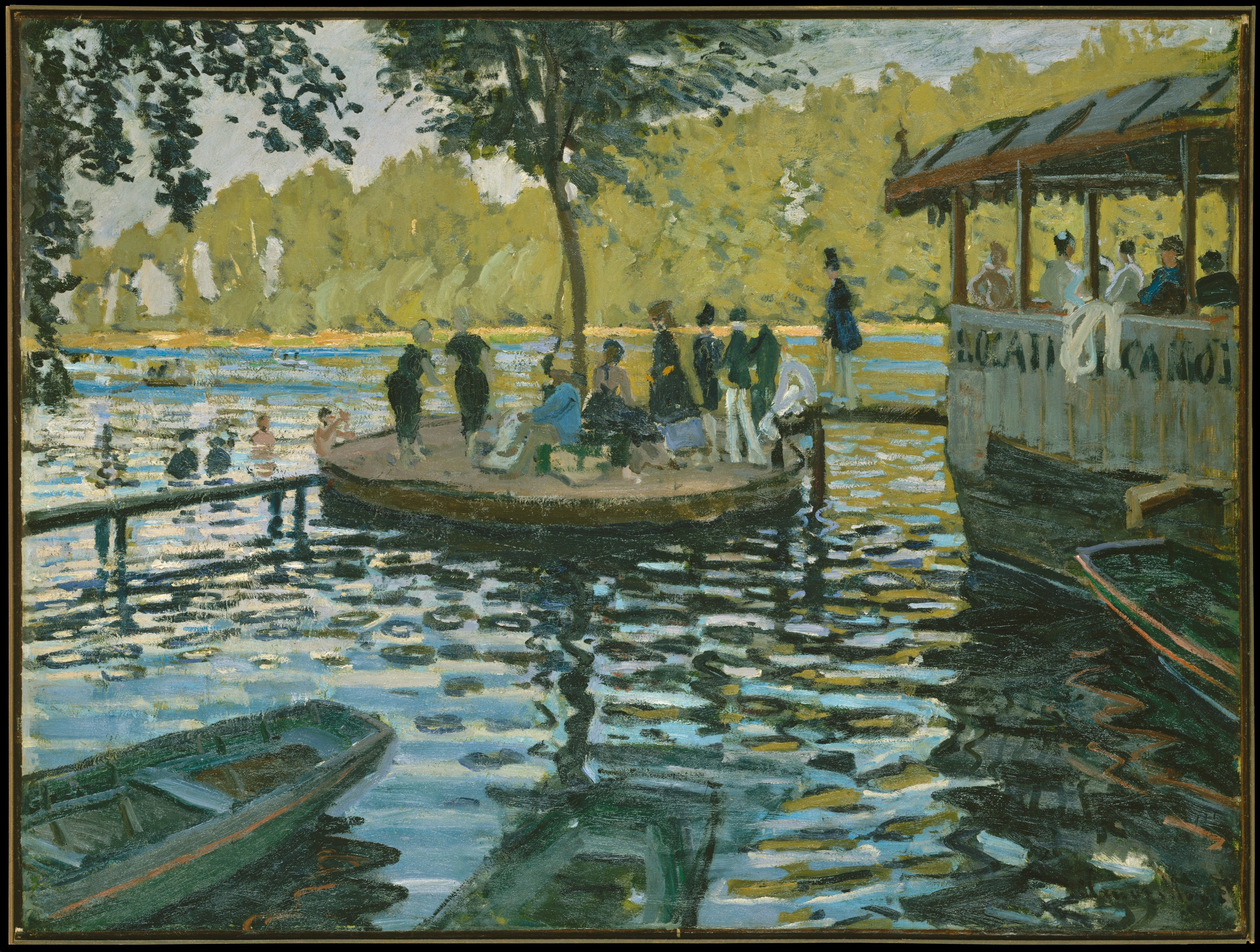
La Grenouillère Claude Monet (Metropolitan Museum of Art).
La Grenouillère par Pierre-Auguste Renoir (Nationalmuseum).
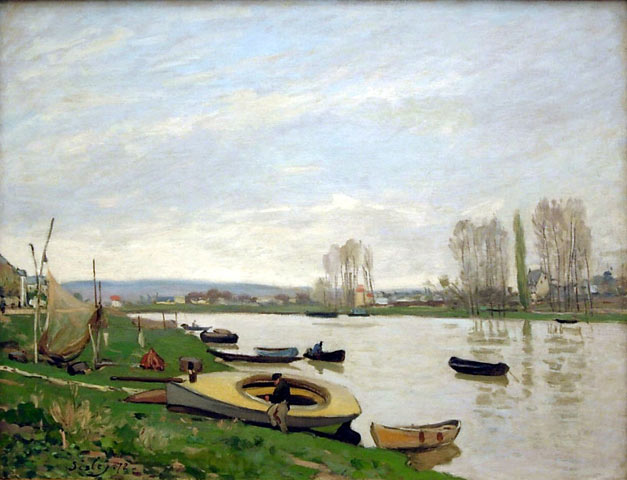
La Seine à Argenteuil par Alfred Sisley (musée Faure).
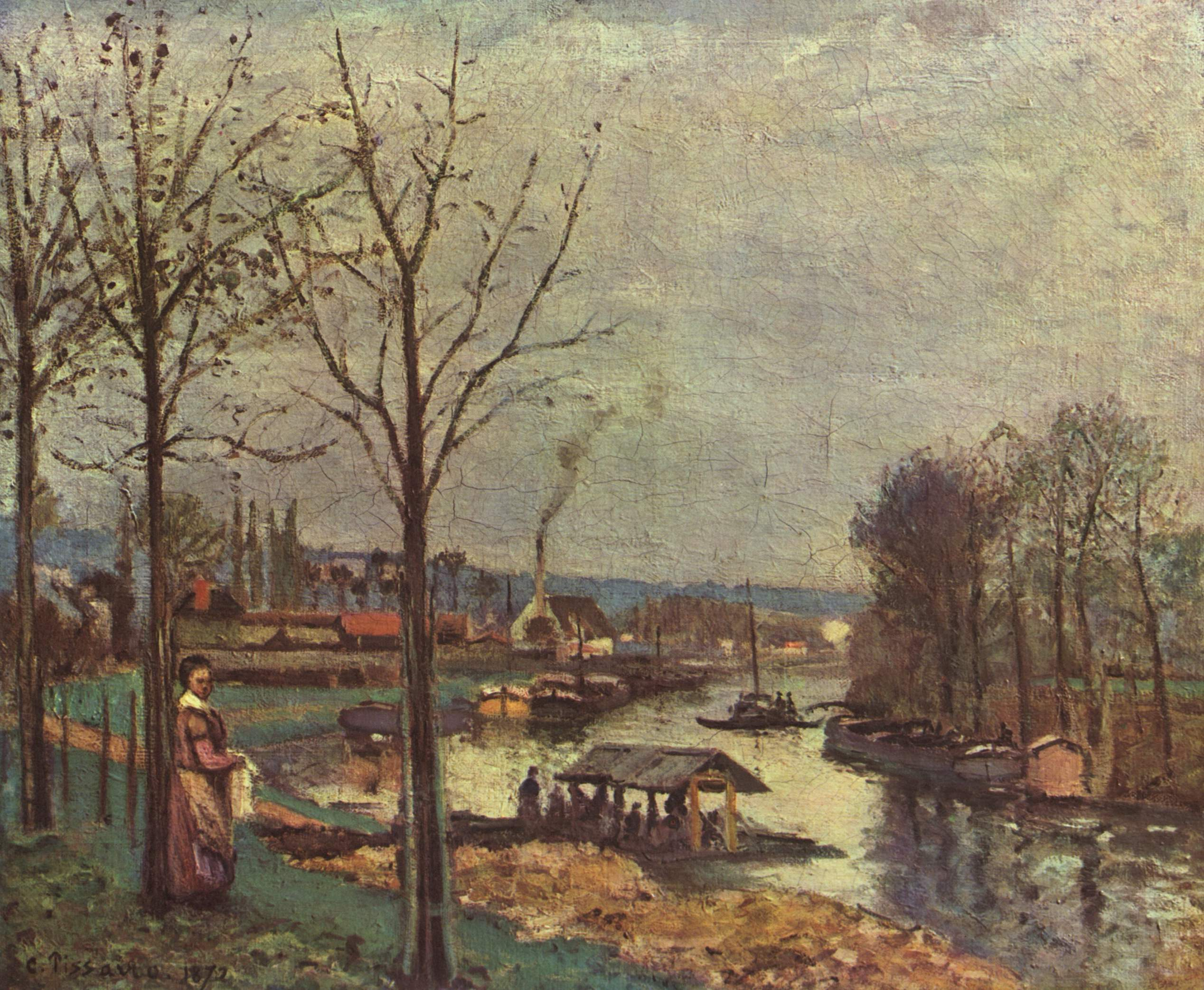
La Seine à Port-Marly, le lavoir par Pissarro (musée d'Orsay).
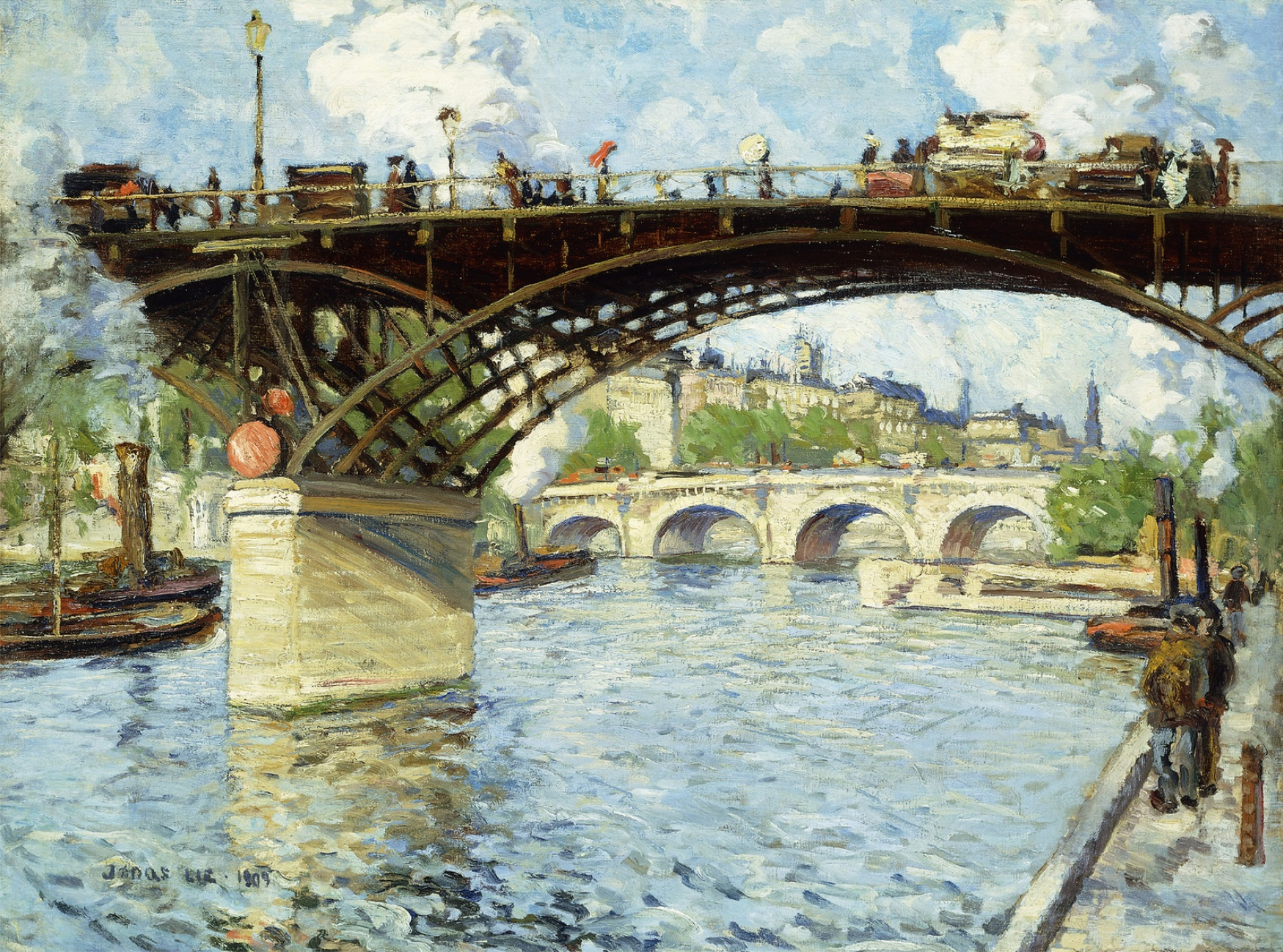
View of the Seine par Jonas Lie, 1909, Musée d'Art et jardins de Cummer.

### Dans la littérature
- Honoré de Balzac a décrit la Seine sous tous les angles : en ville comme à la campagne. C'est dans Modeste Mignon (1844) qu'il lui accorde le plus de place : « Les quatre cavaliers, se trouvant dans un chemin assez large, allèrent de front et gagnèrent le plateau d'où la vue planait sur le riche bassin de la Seine, vers Rouen, tandis qu'à l'autre horizon les yeux pouvaient encore apercevoir la mer. — Dieu est un grand paysagiste, dit Canalis en contemplant ce point de vue unique parmi ceux qui rendent les bords de la Seine si justement célèbres[79]. » Il la décrit encore à Rouen[80] et au Havre[81].
- Dans L'Éducation sentimentale (1869), Gustave Flaubert utilise la Seine comme métaphore de l'écoulement linéaire du temps, le symbole du déroulement narratif. Lorsque la Seine coule, c'est qu'il ne se passe rien, mais c'est également le temps qui passe. Elle est l'une des notions-clés dans la conception de cette œuvre en tant qu'anti-roman[réf. nécessaire].
- De nombreux poètes, français et francophones, ont chanté la Seine : Chanson de la Seine de Jacques Prévert ; Le Pont Mirabeau de Guillaume Apollinaire ; La Seine de Louis Aragon ; Aux bords de la Seine de Carlos Alvarado-Larroucau. Paul Verlaine, dans Nocturne parisien, issu de son recueil Poèmes saturniens (1866), développe les idées que lui inspirent ce fleuve et le Paris au soleil couchant, replacées dans leur contexte historique de la Révolution française et en comparaison d’autres grands fleuves du monde.
- La Seine, de Francis Ponge, est un texte charnière dans l’œuvre du poète. Le thème du liquide se substitue à celui du solide jusque là dominant. Il est plus apte à traduire le travail de l’auteur d’une réécriture et de formulation multiple, où la perspective n’est pas de décrire mais de connaître[82].
- Un voyage aux sources de la Seine, (1947), de Jacques Réda, est le récit où le poète observe qu’il n’a jamais eu l’occasion de voir la naissance d’un fleuve. Il décide, alors, de remonter la Seine depuis Paris jusqu’à sa source. Sa déambulation, à VéloSoleX, est le prétexte à des digressions poétiques.

### Musique
La Seine, chanson de Jacqueline François, paroles de Flavien Monod et Guy Lafarge, musique de Guy Lafarge (1948).

### Tourisme et patrimoine

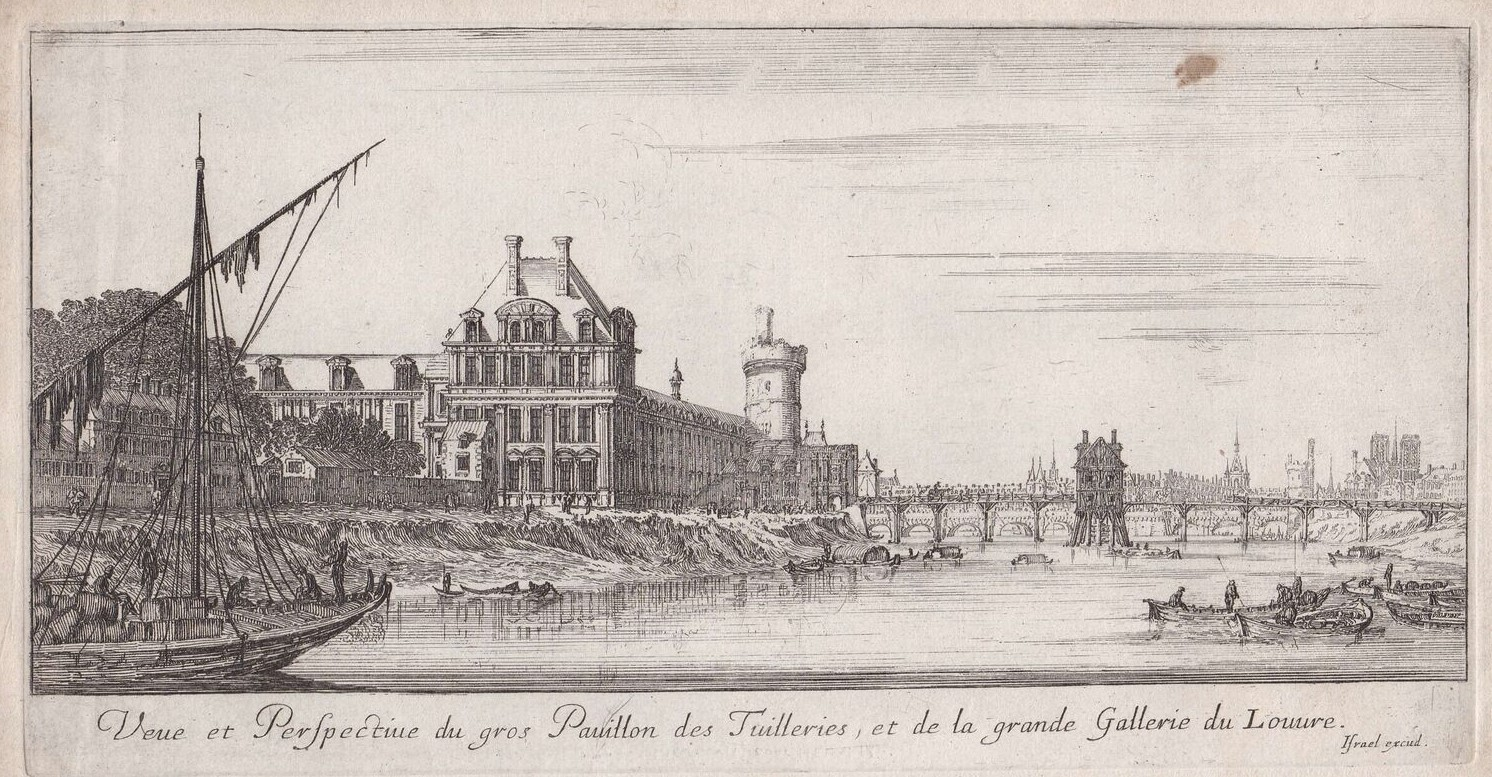
Les Tuileries et la grande Galerie du Louvre, par Israël Silvestre - ca. 1650.

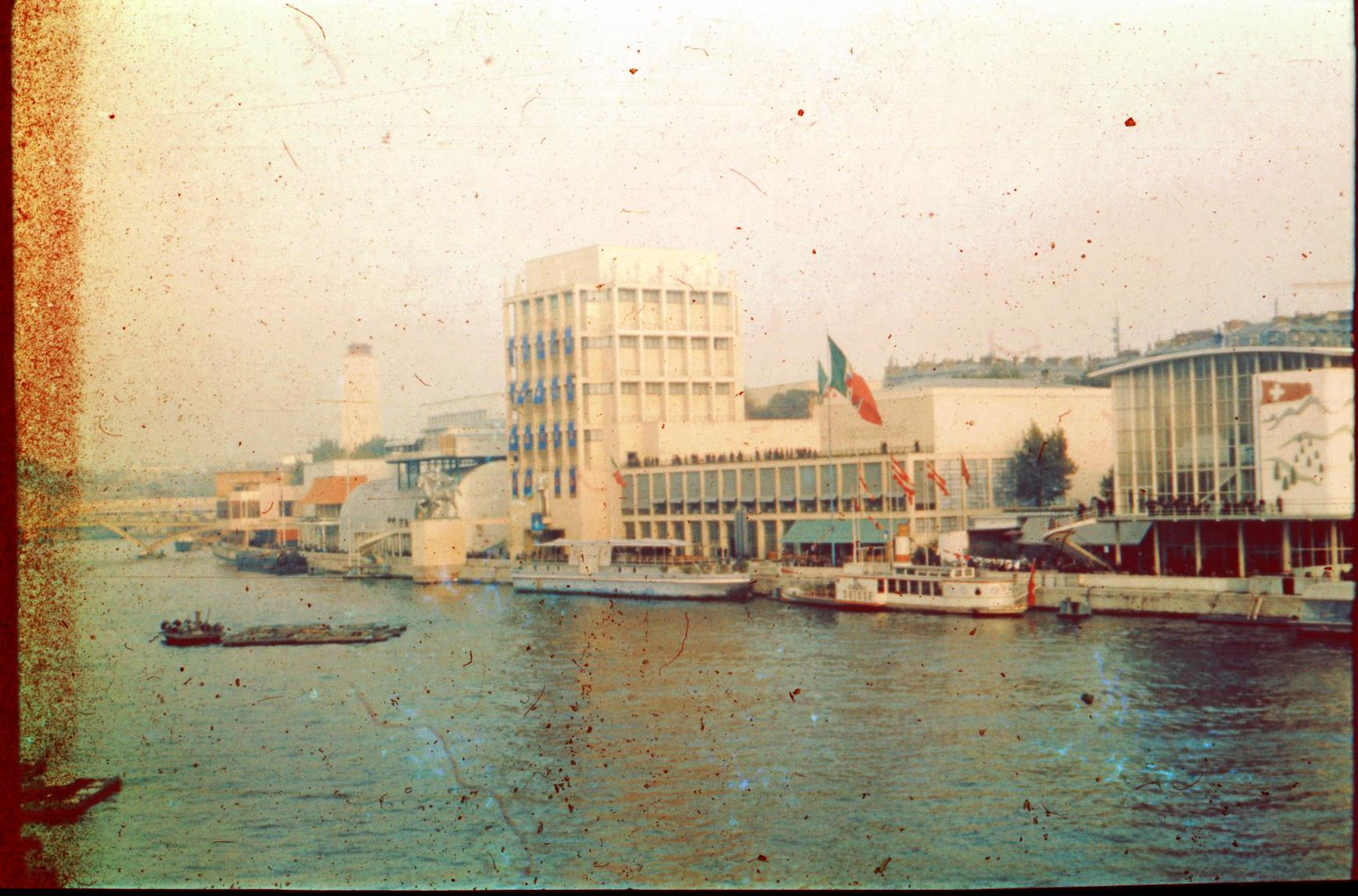
La Seine à Paris en 1937 lors de l'Exposition Universelle.

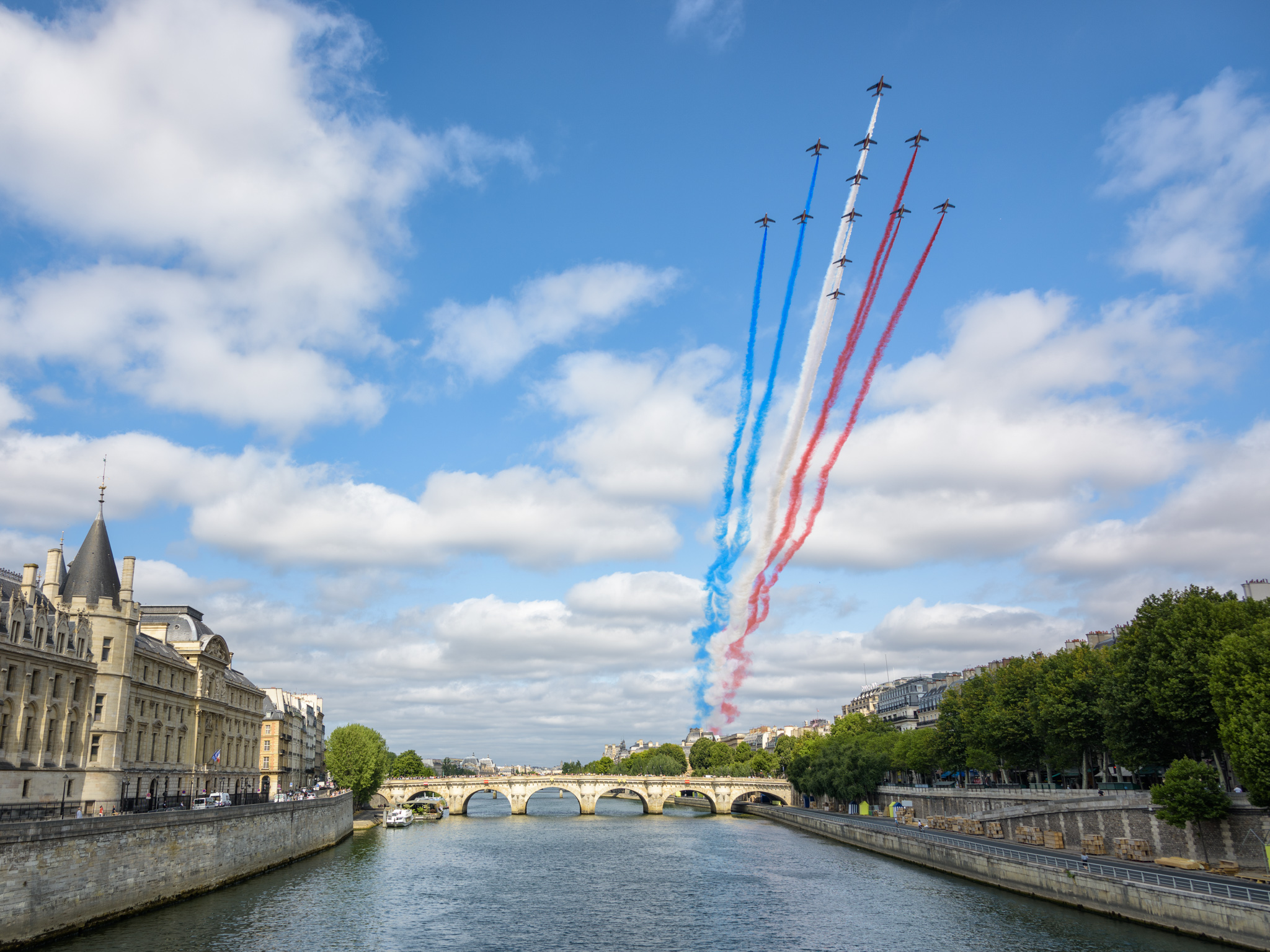
La Patrouille de France au-dessus de la Seine à Paris.

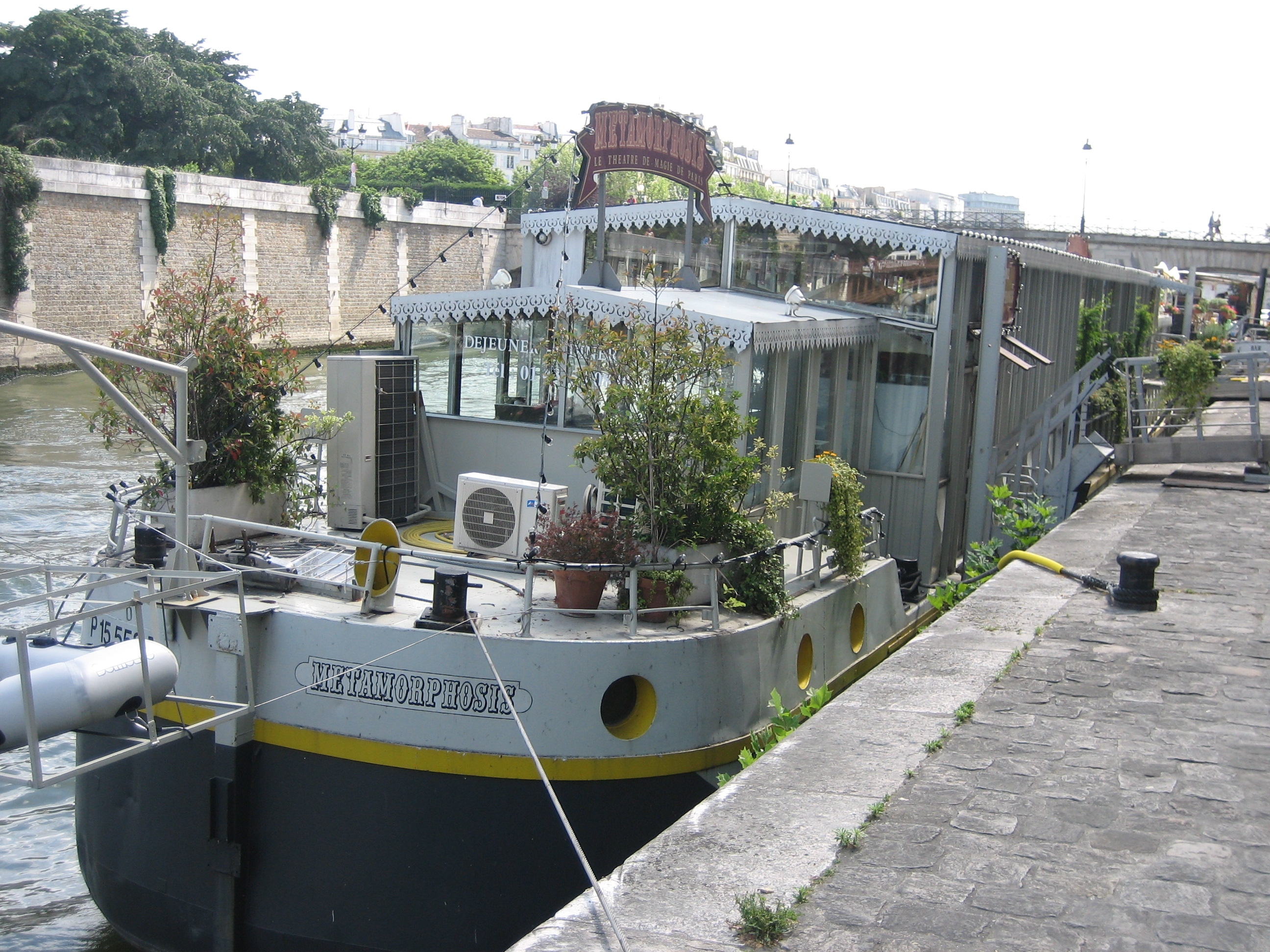
Bateaux sur la Seine à Paris

Le cours de la Seine est jalonné de nombreux sites touristiques.
En amont de Paris :
- les sources de la Seine à Source-Seine ;
- Châtillon-sur-Seine avec les nombreux bras de la Seine, ses rues anciennes et la source vauclusienne de la Douix ;
- Troyes et son centre ancien avec ses églises et sa cathédrale ;
- Saint-Mammès qui est au confluent de la Seine et du Loing ;
- Moret-sur-Loing qui est toute proche du confluent du Loing avec la Seine ;
- Thomery et la forêt de Fontainebleau ;Vue sur la seine et le pont Bir Hakeimla forêt de Sénart.

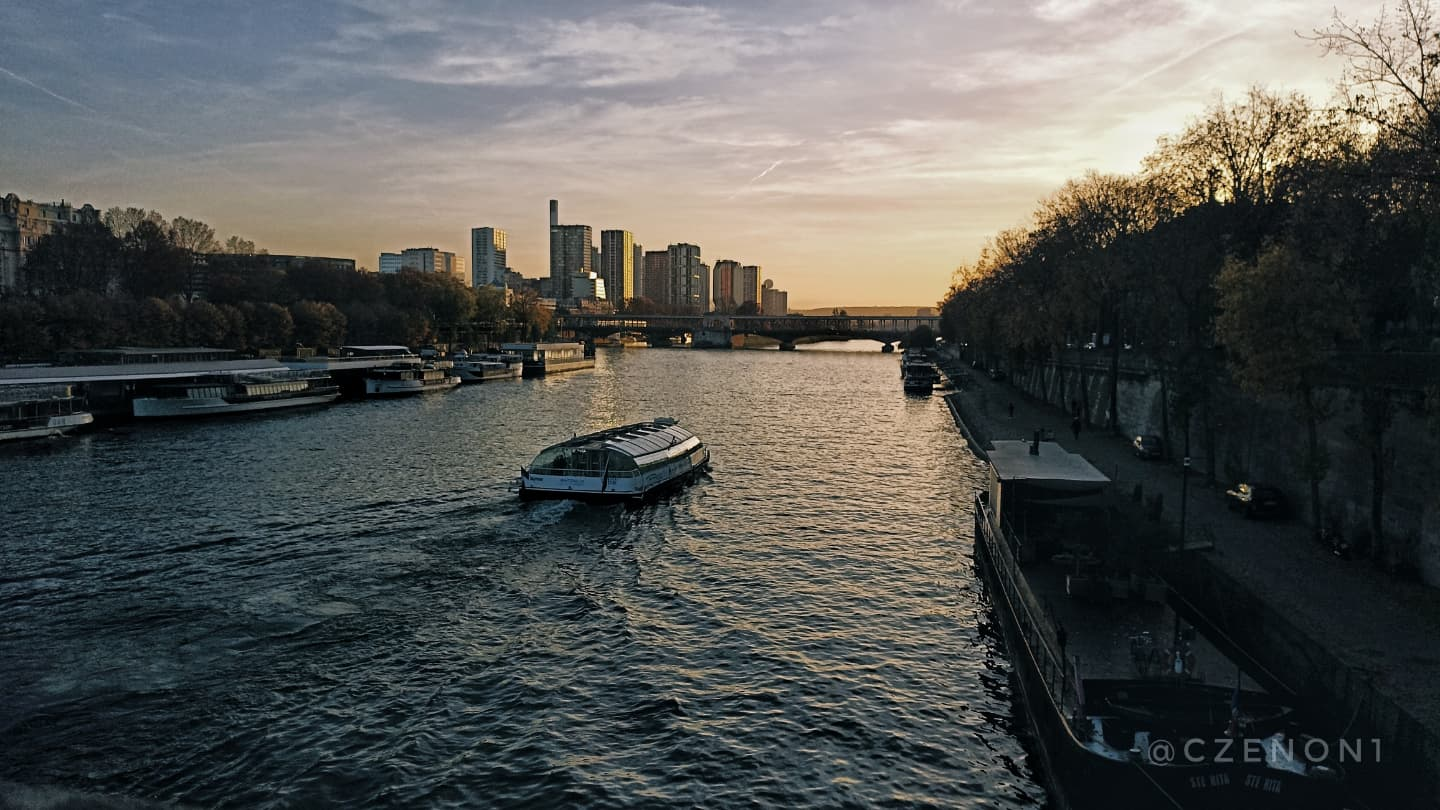
Vue sur la seine et le pont Bir Hakeim

À Paris, les rives de la Seine sont inscrites au patrimoine mondial de l'Unesco depuis 1991.
En aval de Paris :
- Bougival et son parc de la Grenouillère sur l'île de Bougival dont le prolongement est l'île de Chatou ;
- Chatou et sa maison Fournaise, rendez-vous des impressionnistes et souvent peinte par eux ;
- Conflans-Sainte-Honorine et le musée de la batellerie (Yvelines) ;
- Poissy et sa collégiale du XIIe siècle, où le roi saint Louis fut baptisé ;
- Mantes-la-Jolie et sa collégiale du XIIe siècle ;
- La Roche-Guyon et son château (Val-d'Oise), où l'auteur de bande dessinée Edgar P. Jacobs a situé l'une des aventures de Blake et Mortimer, Le Piège diabolique ;
- Giverny et la maison de Claude Monet (Eure) ;
- Les Andelys et le Château-Gaillard ;
- Rouen, la ville médiévale (Seine-Maritime) ;
- La Bouille, ancien village de pêcheurs et lieu de naissance d'Hector Malot ;
- le pont de Brotonne ;
- Caudebec-en-Caux et l'église Notre-Dame de Caudebec-en-Caux, chef-d'œuvre du gothique flamboyant et de la Renaissance ;
- Villequier, lieu de sépulture des familles Hugo et Vacquerie ;
- le pont de Tancarville ;
- le pont de Normandie ;
- Honfleur et son port ;
- Le Havre reconstruit par l'architecte Auguste Perret après la Seconde Guerre mondiale, classé au patrimoine mondial de l'Unesco.